# Missioni Cosmos 1971-1980
La lista comprende tutti i satelliti lanciati tra il 1971 e il 1980 che hanno ricevuto la denominazione Cosmos, con il relativo vettore. 

## 1971
| Designazione | Nome      | NSSDC ID  | Data         | Lanciatore       | Funzione                                                         |
| ------------ | --------- | --------- | ------------ | ---------------- | ---------------------------------------------------------------- |
| Cosmos 390   | Zenit-4M  | 1971-001A | 12 gennaio   | Voskhod 11A57    | satellite da ricognizione                                        |
| Cosmos 391   | DS-P1-I   | 1971-002A | 14 gennaio   | Kosmos-2I 63SM   | satellite militare bersaglio                                     |
| Cosmos 392   | Zenit-2M  | 1971-004A | 21 gennaio   | Voskhod 11A57    | satellite da ricognizione                                        |
| Cosmos 393   | DS-P1-Yu  | 1971-007A | 26 gennaio   | Kosmos-2I 63SM   | satellite militare bersaglio per il sistema radar Dnestr         |
| Cosmos 394   | DS-P1-M   | 1971-010A | 9 febbraio   | Kosmos-3M 11K65M | satellite militare bersaglio per l'armi antisatellite IS-A       |
| Cosmos 395   | Tselina-O | 1971-013A | 17 febbraio  | Kosmos-3M 11K65M | satellite militare ELINT                                         |
| Cosmos 396   | Zenit-4M  | 1971-014A | 18 febbraio  | Voskhod 11A57    | satellite da ricognizione                                        |
| Cosmos 397   | IS-A      | 1971-015A | 25 febbraio  | Tsyklon-2 11K69  | sistema antisatellite Istrebitel Sputnikov (IS)                  |
| Cosmos 398   | LK-T2K    | 1971-016A | 26 febbraio  | Soyuz-L 11A511L  | test per lander lunare                                           |
| Cosmos 399   | Zenit-4M  | 1971-017A | 3 marzo      | Voskhod 11A57    | satellite da ricognizione                                        |
| Cosmos 400   | DS-P1-M   | 1971-020A | 18 marzo     | Kosmos-3M 11K65M | satellite militare bersaglio per l'armi antisatellite IS-A       |
| Cosmos 401   | Zenit-4M  | 1971-023A | 27 marzo     | Voskhod 11A57    | satellite da ricognizione                                        |
| Cosmos 402   | US-A      | 1971-025A | 1 aprile     | Tsyklon-2 11K69  | satellite da ricognizione                                        |
| Cosmos 403   | Zenit-2M  | 1971-026A | 2 aprile     | Voskhod 11A57    | satellite da ricognizione                                        |
| Cosmos 404   | IS-A      | 1971-027A | 4 aprile     | Tsyklon-2 11K69  | sistema antisatellite Istrebitel Sputnikov (IS)                  |
| Cosmos 405   | Tselina-D | 1971-028A | 7 aprile     | Vostok-2M 8A92M  | satellite militare ELINT                                         |
| Cosmos 406   | Zenit-4M  | 1971-029A | 14 aprile    | Voskhod 11A57    | satellite da ricognizione                                        |
| Cosmos 407   | Strela-2  | 1971-035A | 23 aprile    | Kosmos-3M 11K65M | satellite per telecomunicazioni militare                         |
| Cosmos 408   | DS-P1-Yu  | 1971-037A | 24 aprile    | Kosmos-2I 63SM   | satellite militare bersaglio per il sistema radar Dnestr         |
| Cosmos 409   | Sfera     | 1971-038A | 28 aprile    | Kosmos-3M 11K65M | Geodesia satellitare                                             |
| Cosmos 410   | Zenit-2M  | 1971-040A | 6 maggio     | Voskhod 11A57    | satellite da ricognizione                                        |
| Cosmos 411   | Strela-1M | 1971-041A | 7 maggio     | Kosmos-3M 11K65M | satellite per telecomunicazioni militare                         |
| Cosmos 412   | Strela-1M | 1971-041B | 7 maggio     | Kosmos-3M 11K65M | satellite per telecomunicazioni militare                         |
| Cosmos 413   | Strela-1M | 1971-041C | 7 maggio     | Kosmos-3M 11K65M | satellite per telecomunicazioni militare                         |
| Cosmos 414   | Strela-1M | 1971-041D | 7 maggio     | Kosmos-3M 11K65M | satellite per telecomunicazioni militare                         |
| Cosmos 415   | Strela-1M | 1971-041E | 7 maggio     | Kosmos-3M 11K65M | satellite per telecomunicazioni militare                         |
| Cosmos 416   | Strela-1M | 1971-041F | 7 maggio     | Kosmos-3M 11K65M | satellite per telecomunicazioni militare                         |
| Cosmos 417   | Strela-1M | 1971-041G | 7 maggio     | Kosmos-3M 11K65M | satellite per telecomunicazioni militare                         |
| Cosmos 418   | Strela-1M | 1971-041H | 7 maggio     | Kosmos-3M 11K65M | satellite per telecomunicazioni militare                         |
| Cosmos 419   | 3MS       | 1971-042A | 10 maggio    | Proton-K/D 8K82K |                                                                  |
| Cosmos 420   | Zenit-4M  | 1971-043A | 18 maggio    | Voskhod 11A57    | satellite da ricognizione                                        |
| Cosmos 421   | DS-P1-Yu  | 1971-044A | 19 maggio    | Kosmos-2I 63SM   | satellite militare bersaglio per il sistema radar Dnestr         |
| Cosmos 422   | Tsiklon   | 1971-046A | 22 maggio    | Kosmos-3M 11K65M | navigazione satellitare                                          |
| Cosmos 423   | DS-P1-Yu  | 1971-047A | 27 maggio    | Kosmos-2I 63SM   | satellite militare bersaglio per il sistema radar Dnestr         |
| Cosmos 424   | Zenit-4M  | 1971-048A | 28 maggio    | Voskhod 11A57    | satellite da ricognizione                                        |
| Cosmos 425   | Tselina-O | 1971-050A | 29 maggio    | Kosmos-3M 11K65M | satellite militare ELINT                                         |
| Cosmos 426   | DS-U2-K   | 1971-052A | 4 giugno     | Kosmos-3M 11K65M | satellite scientifico per lo studio della magnetosfera terrestre |
| Cosmos 427   | Zenit-4MK | 1971-055A | 11 giugno    | Voskhod 11A57    | satellite da ricognizione                                        |
| Cosmos 428   | Zenit-2M  | 1971-057A | 24 giugno    | Voskhod 11A57    | satellite da ricognizione                                        |
| Cosmos 429   | Zenit-4M  | 1971-061A | 20 luglio    | Voskhod 11A57    | satellite da ricognizione                                        |
| Cosmos 430   | Zenit-4M  | 1971-062A | 23 luglio    | Voskhod 11A57    | satellite da ricognizione                                        |
| Cosmos 431   | Zenit-2M  | 1971-065A | 30 luglio    | Voskhod 11A57    | satellite da ricognizione                                        |
| Cosmos 432   | Zenit-4M  | 1971-066A | 5 agosto     | Voskhod 11A57    | satellite da ricognizione                                        |
| Cosmos 433   | OGCh      | 1971-068A | 8 agosto     | R-36O 8K69M      | sistema di bombardamento orbitale frazionale                     |
| Cosmos 434   | LK-T2K    | 1971-069A | 12 agosto    | Soyuz-L 11A511L  | test per lander lunare                                           |
| Cosmos 435   | DS-P1-Yu  | 1971-072A | 27 agosto    | Kosmos-2I 63SM   | satellite militare bersaglio per il sistema radar Dnestr         |
| Cosmos 436   | Tselina-O | 1971-074A | 7 settembre  | Kosmos-3M 11K65M | satellite militare ELINT                                         |
| Cosmos 437   | Tselina-O | 1971-075A | 10 settembre | Kosmos-3M 11K65M | satellite militare ELINT                                         |
| Cosmos 438   | Zenit-4MK | 1971-077A | 14 settembre | Voskhod 11A57    | satellite da ricognizione                                        |
| Cosmos 439   | Zenit-2M  | 1971-078A | 21 settembre | Voskhod 11A57    | satellite da ricognizione                                        |
| Cosmos 440   | DS-P1-I   | 1971-079A | 24 settembre | Kosmos-2I 63SM   | satellite militare bersaglio                                     |
| Cosmos 441   | Zenit-4M  | 1971-081A | 28 settembre | Voskhod 11A57    | satellite da ricognizione                                        |
| Cosmos 442   | Zenit-4M  | 1971-084A | 29 settembre | Voskhod 11A57    | satellite da ricognizione                                        |
| Cosmos 443   | Zenit-2M  | 1971-085A | 7 ottobre    | Voskhod 11A57    | satellite da ricognizione                                        |
| Cosmos 444   | Strela-1M | 1971-086A | 13 ottobre   | Kosmos-3M 11K65M | satellite per telecomunicazioni militare                         |
| Cosmos 445   | Strela-1M | 1971-086B | 13 ottobre   | Kosmos-3M 11K65M | satellite per telecomunicazioni militare                         |
| Cosmos 446   | Strela-1M | 1971-086C | 13 ottobre   | Kosmos-3M 11K65M | satellite per telecomunicazioni militare                         |
| Cosmos 447   | Strela-1M | 1971-086D | 13 ottobre   | Kosmos-3M 11K65M | satellite per telecomunicazioni militare                         |
| Cosmos 448   | Strela-1M | 1971-086E | 13 ottobre   | Kosmos-3M 11K65M | satellite per telecomunicazioni militare                         |
| Cosmos 449   | Strela-1M | 1971-086F | 13 ottobre   | Kosmos-3M 11K65M | satellite per telecomunicazioni militare                         |
| Cosmos 450   | Strela-1M | 1971-086G | 13 ottobre   | Kosmos-3M 11K65M | satellite per telecomunicazioni militare                         |
| Cosmos 451   | Strela-1M | 1971-086H | 13 ottobre   | Kosmos-3M 11K65M | satellite per telecomunicazioni militare                         |
| Cosmos 452   | Zenit-4M  | 1971-088A | 14 ottobre   | Voskhod 11A57    | satellite da ricognizione                                        |
| Cosmos 453   | DS-P1-Yu  | 1971-090A | 19 ottobre   | Kosmos-2I 63SM   | satellite militare bersaglio per il sistema radar Dnestr         |
| Cosmos 454   | Zenit-4M  | 1971-094A | 2 novembre   | Voskhod 11A57    | satellite da ricognizione                                        |
| Cosmos 455   | DS-P1-Yu  | 1971-097A | 17 novembre  | Kosmos-2I 63SM   | satellite militare bersaglio per il sistema radar Dnestr         |
| Cosmos 456   | Zenit-4M  | 1971-098A | 19 novembre  | Voskhod 11A57    | satellite da ricognizione                                        |
| Cosmos 457   | Sfera     | 1971-099A | 20 novembre  | Kosmos-3M 11K65M | Geodesia satellitare                                             |
| Cosmos 458   | DS-P1-Yu  | 1971-101A | 29 novembre  | Kosmos-2I 63SM   | satellite militare bersaglio per il sistema radar Dnestr         |
| Cosmos 459   | DS-P1-M   | 1971-102A | 29 novembre  | Kosmos-3M 11K65M | satellite militare bersaglio per l'armi antisatellite IS-A       |
| Cosmos 460   | Tselina-O | 1971-103A | 30 novembre  | Kosmos-3M 11K65M | satellite militare ELINT                                         |
| Cosmos 461   | DS-U2-MT  | 1971-105A | 2 dicembre   | Kosmos-3M 11K65M | satellite scientifico per l'astronomia a raggi gamma             |
| Cosmos 462   | IS-A      | 1971-106A | 3 dicembre   | Tsyklon-2 11K69  | sistema antisatellite Istrebitel Sputnikov (IS)                  |
| Cosmos 463   | Zenit-4M  | 1971-107A | 6 dicembre   | Voskhod 11A57    | satellite da ricognizione                                        |
| Cosmos 464   | Zenit-4M  | 1971-108A | 10 dicembre  | Voskhod 11A57    | satellite da ricognizione                                        |
| Cosmos 465   | Tsiklon   | 1971-111A | 15 dicembre  | Kosmos-3M 11K65M | navigazione satellitare                                          |
| Cosmos 466   | Zenit-4M  | 1971-112A | 16 dicembre  | Voskhod 11A57    | satellite da ricognizione                                        |
| Cosmos 467   | DS-P1-Yu  | 1971-113A | 17 dicembre  | Kosmos-2I 63SM   | satellite militare bersaglio per il sistema radar Dnestr         |
| Cosmos 468   | Strela-2  | 1971-114A | 17 dicembre  | Kosmos-3M 11K65M | satellite per telecomunicazioni militare                         |
| Cosmos 469   | US-A      | 1971-117A | 25 dicembre  | Tsyklon-2 11K69  | satellite da ricognizione                                        |
| Cosmos 470   | Zenit-4MT | 1971-118A | 27 dicembre  | Soyuz-M 11A511M  | satellite da ricognizione                                        |

## 1972
| Designazione | Nome       | NSSDC ID  | Data         | Lanciatore       | Funzione                                                   |
| ------------ | ---------- | --------- | ------------ | ---------------- | ---------------------------------------------------------- |
| Cosmos 471   | Zenit-4M   | 1972-001A | 12 gennaio   | Voskhod 11A57    | satellite da ricognizione                                  |
| Cosmos 472   | DS-P1-Yu   | 1972-004A | 25 gennaio   | Kosmos-2I 63SM   | satellite militare bersaglio per il sistema radar Dnestr   |
| Cosmos 473   | Zenit-2M   | 1972-006A | 3 febbraio   | Voskhod 11A57    | satellite da ricognizione                                  |
| Cosmos 474   | Zenit-4M   | 1972-008A | 16 febbraio  | Voskhod 11A57    | satellite da ricognizione                                  |
| Cosmos 475   | Tsiklon    | 1972-009A | 25 febbraio  | Kosmos-3M 11K65M | navigazione satellitare                                    |
| Cosmos 476   | Tselina-D  | 1972-011A | 1 marzo      | Vostok-2M 8A92M  | satellite militare ELINT                                   |
| Cosmos 477   | Zenit-2M   | 1972-013A | 4 marzo      | Voskhod 11A57    | satellite da ricognizione                                  |
| Cosmos 478   | Zenit-4M   | 1972-015A | 15 marzo     | Voskhod 11A57    | satellite da ricognizione                                  |
| Cosmos 479   | Tselina-O  | 1972-017A | 22 marzo     | Kosmos-3M 11K65M | satellite militare ELINT                                   |
| Cosmos 480   | Sfera      | 1972-019A | 25 marzo     | Kosmos-3M 11K65M | Geodesia satellitare                                       |
| Cosmos 481   | DS-P1-Yu   | 1972-020A | 25 marzo     | Kosmos-2I 63SM   | satellite militare bersaglio per il sistema radar Dnestr   |
| Cosmos 482   | 4V-1       | 1972-023A | 31 marzo     | Molniya-M 8K78M  |                                                            |
| Cosmos 483   | Zenit-4M   | 1972-024A | 3 aprile     | Voskhod 11A57    | satellite da ricognizione                                  |
| Cosmos 484   | Zenit-2M   | 1972-026A | 6 aprile     | Voskhod 11A57    | satellite da ricognizione                                  |
| Cosmos 485   | DS-P1-Yu   | 1972-028A | 11 aprile    | Kosmos-2I 63SM   | satellite militare bersaglio per il sistema radar Dnestr   |
| Cosmos 486   | Zenit-4M   | 1972-030A | 14 aprile    | Voskhod 11A57    | satellite da ricognizione                                  |
| Cosmos 487   | DS-P1-Yu   | 1972-033A | 21 aprile    | Kosmos-2I 63SM   | satellite militare bersaglio per il sistema radar Dnestr   |
| Cosmos 488   | Zenit-4MK  | 1972-034A | 5 maggio     | Voskhod 11A57    | satellite da ricognizione                                  |
| Cosmos 489   | Tsiklon    | 1972-035A | 6 maggio     | Kosmos-3M 11K65M | navigazione satellitare                                    |
| Cosmos 490   | Zenit-2M   | 1972-036A | 17 maggio    | Voskhod 11A57    | satellite da ricognizione                                  |
| Cosmos 491   | Zenit-4M   | 1972-038A | 25 maggio    | Voskhod 11A57    | satellite da ricognizione                                  |
| Cosmos 492   | Zenit-4M   | 1972-040A | 9 giugno     | Voskhod 11A57    | satellite da ricognizione                                  |
| Cosmos 493   | Zenit-2M   | 1972-042A | 21 giugno    | Voskhod 11A57    | satellite da ricognizione                                  |
| Cosmos 494   | Strela-2   | 1972-043A | 23 giugno    | Kosmos-3M 11K65M | satellite per telecomunicazioni militare                   |
| Cosmos 495   | Zenit-4M   | 1972-044A | 23 giugno    | Voskhod 11A57    | satellite da ricognizione                                  |
| Cosmos 496   | Sojuz 7K-T | 1972-045A | 26 giugno    | Soyuz 11A511     | satellite di test                                          |
| Cosmos 497   | DS-P1-I    | 1972-048A | 30 giugno    | Kosmos-2I 63SM   | satellite militare bersaglio                               |
| Cosmos 498   | DS-P1-Yu   | 1972-050A | 5 luglio     | Kosmos-2I 63SM   | satellite militare bersaglio per il sistema radar Dnestr   |
| Cosmos 499   | Zenit-4M   | 1972-051A | 6 luglio     | Voskhod 11A57    | satellite da ricognizione                                  |
| Cosmos 500   | Tselina-O  | 1972-053A | 10 luglio    | Kosmos-3M 11K65M | satellite militare ELINT                                   |
| Cosmos 501   | DS-P1-Yu   | 1972-054A | 12 luglio    | Kosmos-2I 63SM   | satellite militare bersaglio per il sistema radar Dnestr   |
| Cosmos 502   | Zenit-4MT  | 1972-055A | 13 luglio    | Soyuz-M 11A511M  | satellite da ricognizione                                  |
| Cosmos 503   | Zenit-4M   | 1972-056A | 19 luglio    | Voskhod 11A57    | satellite da ricognizione                                  |
| Cosmos 504   | Strela-1M  | 1972-057A | 20 luglio    | Kosmos-3M 11K65M | satellite per telecomunicazioni militare                   |
| Cosmos 505   | Strela-1M  | 1972-057B | 20 luglio    | Kosmos-3M 11K65M | satellite per telecomunicazioni militare                   |
| Cosmos 506   | Strela-1M  | 1972-057C | 20 luglio    | Kosmos-3M 11K65M | satellite per telecomunicazioni militare                   |
| Cosmos 507   | Strela-1M  | 1972-057D | 20 luglio    | Kosmos-3M 11K65M | satellite per telecomunicazioni militare                   |
| Cosmos 508   | Strela-1M  | 1972-057E | 20 luglio    | Kosmos-3M 11K65M | satellite per telecomunicazioni militare                   |
| Cosmos 509   | Strela-1M  | 1972-057F | 20 luglio    | Kosmos-3M 11K65M | satellite per telecomunicazioni militare                   |
| Cosmos 510   | Strela-1M  | 1972-057G | 20 luglio    | Kosmos-3M 11K65M | satellite per telecomunicazioni militare                   |
| Cosmos 511   | Strela-1M  | 1972-057H | 20 luglio    | Kosmos-3M 11K65M | satellite per telecomunicazioni militare                   |
| Cosmos 512   | Zenit-2M   | 1972-059A | 28 luglio    | Voskhod 11A57    | satellite da ricognizione                                  |
| Cosmos 513   | Zenit-4M   | 1972-060A | 2 agosto     | Voskhod 11A57    | satellite da ricognizione                                  |
| Cosmos 514   | Tsiklon    | 1972-062A | 16 agosto    | Kosmos-3M 11K65M | navigazione satellitare                                    |
| Cosmos 515   | Zenit-4MK  | 1972-063A | 18 agosto    | Voskhod 11A57    | satellite da ricognizione                                  |
| Cosmos 516   | US-A       | 1972-066A | 21 agosto    | Tsyklon-2 11K69  | satellite da ricognizione                                  |
| Cosmos 517   | Zenit-2M   | 1972-067A | 30 agosto    | Voskhod 11A57    | satellite da ricognizione                                  |
| Cosmos 518   | Zenit-2M   | 1972-070A | 15 settembre | Voskhod 11A57    | satellite da ricognizione                                  |
| Cosmos 519   | Zenit-4M   | 1972-071A | 16 settembre | Voskhod 11A57    | satellite da ricognizione                                  |
| Cosmos 520   | Oko        | 1972-072A | 19 settembre | Molniya-M 8K78M  | Missile early warning                                      |
| Cosmos 521   | DS-P1-M    | 1972-074A | 29 settembre | Kosmos-3M 11K65M | satellite militare bersaglio per l'armi antisatellite IS-A |
| Cosmos 522   | Zenit-4M   | 1972-077A | 4 ottobre    | Voskhod 11A57    | satellite da ricognizione                                  |
| Cosmos 523   | DS-P1-Yu   | 1972-078A | 5 ottobre    | Kosmos-2I 63SM   | satellite militare bersaglio per il sistema radar Dnestr   |
| Cosmos 524   | DS-P1-Yu   | 1972-080A | 11 ottobre   | Kosmos-2I 63SM   | satellite militare bersaglio per il sistema radar Dnestr   |
| Cosmos 525   | Zenit-2M   | 1972-083A | 18 ottobre   | Voskhod 11A57    | satellite da ricognizione                                  |
| Cosmos 526   | DS-P1-Yu   | 1972-084A | 25 ottobre   | Kosmos-2I 63SM   | satellite militare bersaglio per il sistema radar Dnestr   |
| Cosmos 527   | Zenit-4MK  | 1972-086A | 31 ottobre   | Voskhod 11A57    | satellite da ricognizione                                  |
| Cosmos 528   | Strela-1M  | 1972-087A | 1 novembre   | Kosmos-3M 11K65M | satellite per telecomunicazioni militare                   |
| Cosmos 529   | Strela-1M  | 1972-087B | 1 novembre   | Kosmos-3M 11K65M | satellite per telecomunicazioni militare                   |
| Cosmos 530   | Strela-1M  | 1972-087C | 1 novembre   | Kosmos-3M 11K65M | satellite per telecomunicazioni militare                   |
| Cosmos 531   | Strela-1M  | 1972-087D | 1 novembre   | Kosmos-3M 11K65M | satellite per telecomunicazioni militare                   |
| Cosmos 532   | Strela-1M  | 1972-087E | 1 novembre   | Kosmos-3M 11K65M | satellite per telecomunicazioni militare                   |
| Cosmos 533   | Strela-1M  | 1972-087F | 1 novembre   | Kosmos-3M 11K65M | satellite per telecomunicazioni militare                   |
| Cosmos 534   | Strela-1M  | 1972-087G | 1 novembre   | Kosmos-3M 11K65M | satellite per telecomunicazioni militare                   |
| Cosmos 535   | Strela-1M  | 1972-087H | 1 novembre   | Kosmos-3M 11K65M | satellite per telecomunicazioni militare                   |
| Cosmos 536   | Tselina-O  | 1972-088A | 3 novembre   | Kosmos-3M 11K65M | satellite militare ELINT                                   |
| Cosmos 537   | Zenit-2M   | 1972-093A | 25 novembre  | Voskhod 11A57    | satellite da ricognizione                                  |
| Cosmos 538   | Zenit-4M   | 1972-099A | 14 dicembre  | Voskhod 11A57    | satellite da ricognizione                                  |
| Cosmos 539   | Sfera      | 1972-102A | 21 dicembre  | Kosmos-3M 11K65M | Geodesia satellitare                                       |
| Cosmos 540   | Strela-2   | 1972-104A | 25 dicembre  | Kosmos-3M 11K65M | satellite per telecomunicazioni militare                   |
| Cosmos 541   | Zenit-4MT  | 1972-105A | 27 dicembre  | Soyuz-M 11A511M  | satellite da ricognizione                                  |
| Cosmos 542   | Tselina-D  | 1972-106A | 28 dicembre  | Vostok-2M 8A92M  | satellite militare ELINT                                   |

## 1973
| Designazione | Nome       | NSSDC ID  | Data         | Lanciatore       | Funzione                                                 |
| ------------ | ---------- | --------- | ------------ | ---------------- | -------------------------------------------------------- |
| Cosmos 543   | Zenit-4M   | 1973-002A | 11 gennaio   | Voskhod 11A57    | satellite da ricognizione                                |
| Cosmos 544   | Tselina-O  | 1973-003A | 20 gennaio   | Kosmos-3M 11K65M | satellite militare ELINT                                 |
| Cosmos 545   | DS-P1-Yu   | 1973-004A | 24 gennaio   | Kosmos-2I 63SM   | satellite militare bersaglio per il sistema radar Dnestr |
| Cosmos 546   | Tsiklon    | 1973-005A | 26 gennaio   | Kosmos-3M 11K65M | navigazione satellitare                                  |
| Cosmos 547   | Zenit-2M   | 1973-006A | 1 febbraio   | Voskhod 11A57    | satellite da ricognizione                                |
| Cosmos 548   | Zenit-4M   | 1973-008A | 8 febbraio   | Voskhod 11A57    | satellite da ricognizione                                |
| Cosmos 549   | Tselina-O  | 1973-010A | 28 febbraio  | Kosmos-3M 11K65M | satellite militare ELINT                                 |
| Cosmos 550   | Zenit-4MK  | 1973-011A | 1 marzo      | Voskhod 11A57    | satellite da ricognizione                                |
| Cosmos 551   | Zenit-4M   | 1973-012A | 6 marzo      | Voskhod 11A57    | satellite da ricognizione                                |
| Cosmos 552   | Zenit-2M   | 1973-016A | 22 marzo     | Voskhod 11A57    | satellite da ricognizione                                |
| Cosmos 553   | DS-P1-Yu   | 1973-020A | 12 aprile    | Kosmos-2I 63SM   | satellite militare bersaglio per il sistema radar Dnestr |
| Cosmos 554   | Zenit-4MK  | 1973-021A | 19 aprile    | Voskhod 11A57    | satellite da ricognizione                                |
| Cosmos 555   | Zenit-2M   | 1973-024A | 25 aprile    | Voskhod 11A57    | satellite da ricognizione                                |
| Cosmos 556   | Zenit-4MK  | 1973-025A | 5 maggio     | Voskhod 11A57    | satellite da ricognizione                                |
| Cosmos 557   | DOS        | 1973-026A | 11 maggio    | Proton-K 8K72K   | DOS-3, terza stazione spaziale del programma Salyut      |
| Cosmos 558   | DS-P1-Yu   | 1973-029A | 17 maggio    | Kosmos-2I 63SM   | satellite militare bersaglio per il sistema radar Dnestr |
| Cosmos 559   | Zenit-4MK  | 1973-030A | 18 maggio    | Soyuz-U 11A511U  | satellite da ricognizione                                |
| Cosmos 560   | Zenit-4M   | 1973-031A | 23 maggio    | Voskhod 11A57    | satellite da ricognizione                                |
| Cosmos 561   | Zenit-2M   | 1973-033A | 25 maggio    | Voskhod 11A57    | satellite da ricognizione                                |
| Cosmos 562   | DS-P1-Yu   | 1973-035A | 5 giugno     | Kosmos-2I 63SM   | satellite militare bersaglio per il sistema radar Dnestr |
| Cosmos 563   | Zenit-4M   | 1973-036A | 6 giugno     | Voskhod 11A57    | satellite da ricognizione                                |
| Cosmos 564   | Strela-1M  | 1973-037A | 8 giugno     | Kosmos-3M 11K65M | satellite per telecomunicazioni militare                 |
| Cosmos 565   | Strela-1M  | 1973-037B | 8 giugno     | Kosmos-3M 11K65M | satellite per telecomunicazioni militare                 |
| Cosmos 566   | Strela-1M  | 1973-037C | 8 giugno     | Kosmos-3M 11K65M | satellite per telecomunicazioni militare                 |
| Cosmos 567   | Strela-1M  | 1973-037D | 8 giugno     | Kosmos-3M 11K65M | satellite per telecomunicazioni militare                 |
| Cosmos 568   | Strela-1M  | 1973-037E | 8 giugno     | Kosmos-3M 11K65M | satellite per telecomunicazioni militare                 |
| Cosmos 569   | Strela-1M  | 1973-037F | 8 giugno     | Kosmos-3M 11K65M | satellite per telecomunicazioni militare                 |
| Cosmos 570   | Strela-1M  | 1973-037G | 8 giugno     | Kosmos-3M 11K65M | satellite per telecomunicazioni militare                 |
| Cosmos 571   | Strela-1M  | 1973-037H | 8 giugno     | Kosmos-3M 11K65M | satellite per telecomunicazioni militare                 |
| Cosmos 572   | Zenit-4M   | 1973-038A | 10 giugno    | Voskhod 11A57    | satellite da ricognizione                                |
| Cosmos 573   | Sojuz 7K-T | 1973-041A | 15 giugno    | Soyuz 11A511     | satellite di test                                        |
| Cosmos 574   | Tsiklon    | 1973-042A | 20 giugno    | Kosmos-3M 11K65M | navigazione satellitare                                  |
| Cosmos 575   | Zenit-2M   | 1973-043A | 21 giugno    | Voskhod 11A57    | satellite da ricognizione                                |
| Cosmos 576   | Zenit-4MT  | 1973-044A | 27 giugno    | Soyuz-M 11A511M  | satellite da ricognizione                                |
| Cosmos 577   | Zenit-4M   | 1973-048A | 25 luglio    | Voskhod 11A57    | satellite da ricognizione                                |
| Cosmos 578   | Zenit-2M   | 1973-051A | 1 agosto     | Voskhod 11A57    | satellite da ricognizione                                |
| Cosmos 579   | Zenit-4M   | 1973-055A | 21 agosto    | Voskhod 11A57    | satellite da ricognizione                                |
| Cosmos 580   | DS-P1-Yu   | 1973-057A | 22 agosto    | Kosmos-2I 63SM   | satellite militare bersaglio per il sistema radar Dnestr |
| Cosmos 581   | Zenit-4M   | 1973-059A | 24 agosto    | Voskhod 11A57    | satellite da ricognizione                                |
| Cosmos 582   | Tselina-O  | 1973-060A | 28 agosto    | Kosmos-3M 11K65M | satellite militare ELINT                                 |
| Cosmos 583   | Zenit-2M   | 1973-062A | 30 agosto    | Voskhod 11A57    | satellite da ricognizione                                |
| Cosmos 584   | Zenit-4M   | 1973-063A | 6 settembre  | Voskhod 11A57    | satellite da ricognizione                                |
| Cosmos 585   | Sfera      | 1973-064A | 8 settembre  | Kosmos-3M 11K65M | Geodesia satellitare                                     |
| Cosmos 586   | Tsiklon    | 1973-065A | 14 settembre | Kosmos-3M 11K65M | navigazione satellitare                                  |
| Cosmos 587   | Zenit-4MK  | 1973-066A | 21 settembre | Soyuz-U 11A511U  | satellite da ricognizione                                |
| Cosmos 588   | Strela-1M  | 1973-069A | 2 ottobre    | Kosmos-3M 11K65M | satellite per telecomunicazioni militare                 |
| Cosmos 589   | Strela-1M  | 1973-069B | 2 ottobre    | Kosmos-3M 11K65M | satellite per telecomunicazioni militare                 |
| Cosmos 590   | Strela-1M  | 1973-069C | 2 ottobre    | Kosmos-3M 11K65M | satellite per telecomunicazioni militare                 |
| Cosmos 591   | Strela-1M  | 1973-069D | 2 ottobre    | Kosmos-3M 11K65M | satellite per telecomunicazioni militare                 |
| Cosmos 592   | Strela-1M  | 1973-069E | 2 ottobre    | Kosmos-3M 11K65M | satellite per telecomunicazioni militare                 |
| Cosmos 593   | Strela-1M  | 1973-069F | 2 ottobre    | Kosmos-3M 11K65M | satellite per telecomunicazioni militare                 |
| Cosmos 594   | Strela-1M  | 1973-069G | 2 ottobre    | Kosmos-3M 11K65M | satellite per telecomunicazioni militare                 |
| Cosmos 595   | Strela-1M  | 1973-069H | 2 ottobre    | Kosmos-3M 11K65M | satellite per telecomunicazioni militare                 |
| Cosmos 596   | Zenit-2M   | 1973-070A | 3 ottobre    | Voskhod 11A57    | satellite da ricognizione                                |
| Cosmos 597   | Zenit-4MK  | 1973-071A | 6 ottobre    | Voskhod 11A57    | satellite da ricognizione                                |
| Cosmos 598   | Zenit-4M   | 1973-072A | 10 ottobre   | Voskhod 11A57    | satellite da ricognizione                                |
| Cosmos 599   | Zenit-2M   | 1973-073A | 15 ottobre   | Voskhod 11A57    | satellite da ricognizione                                |
| Cosmos 600   | Zenit-4M   | 1973-074A | 16 ottobre   | Voskhod 11A57    | satellite da ricognizione                                |
| Cosmos 601   | DS-P1-Yu   | 1973-075A | 16 ottobre   | Kosmos-2I 63SM   | satellite militare bersaglio per il sistema radar Dnestr |
| Cosmos 602   | Zenit-4MK  | 1973-077A | 20 ottobre   | Voskhod 11A57    | satellite da ricognizione                                |
| Cosmos 603   | Zenit-4M   | 1973-079A | 27 ottobre   | Voskhod 11A57    | satellite da ricognizione                                |
| Cosmos 604   | Tselina-D  | 1973-080A | 29 ottobre   | Vostok-2M 8A92M  | satellite militare ELINT                                 |
| Cosmos 605   | Bion       |           | 31 ottobre   | Soyuz-U 11A511U  | satellite scientifico                                    |
| Cosmos 606   | Oko        | 1973-084A | 2 novembre   | Molniya-M 8K78M  | Missile early warning                                    |
| Cosmos 607   | Zenit-4MK  | 1973-087A | 10 novembre  | Voskhod 11A57    | satellite da ricognizione                                |
| Cosmos 608   | DS-P1-Yu   | 1973-091A | 20 novembre  | Kosmos-2I 63SM   | satellite militare bersaglio per il sistema radar Dnestr |
| Cosmos 609   | Zenit-4M   | 1973-092A | 21 novembre  | Voskhod 11A57    | satellite da ricognizione                                |
| Cosmos 610   | Tselina-O  | 1973-093A | 27 novembre  | Kosmos-3M 11K65M | satellite militare ELINT                                 |
| Cosmos 611   | DS-P1-Yu   | 1973-094A | 28 novembre  | Kosmos-2I 63SM   | satellite militare bersaglio per il sistema radar Dnestr |
| Cosmos 612   | Zenit-4MK  | 1973-095A | 28 novembre  | Voskhod 11A57    | satellite da ricognizione                                |
| Cosmos 613   | Sojuz 7K-T | 1973-096A | 30 novembre  | Soyuz 11A511     | satellite di test                                        |
| Cosmos 614   | Strela-2   | 1973-098A | 4 dicembre   | Kosmos-3M 11K65M | satellite per telecomunicazioni militare                 |
| Cosmos 615   | DS-P1-I    | 1973-099A | 13 dicembre  | Kosmos-2I 63SM   | satellite militare bersaglio                             |
| Cosmos 616   | Zenit-4MT  | 1973-102A | 17 dicembre  | Soyuz-M 11A511M  | satellite da ricognizione                                |
| Cosmos 617   | Strela-1M  | 1973-104A | 19 dicembre  | Kosmos-3M 11K65M | satellite per telecomunicazioni militare                 |
| Cosmos 618   | Strela-1M  | 1973-104B | 19 dicembre  | Kosmos-3M 11K65M | satellite per telecomunicazioni militare                 |
| Cosmos 619   | Strela-1M  | 1973-104C | 19 dicembre  | Kosmos-3M 11K65M | satellite per telecomunicazioni militare                 |
| Cosmos 620   | Strela-1M  | 1973-104D | 19 dicembre  | Kosmos-3M 11K65M | satellite per telecomunicazioni militare                 |
| Cosmos 621   | Strela-1M  | 1973-104E | 19 dicembre  | Kosmos-3M 11K65M | satellite per telecomunicazioni militare                 |
| Cosmos 622   | Strela-1M  | 1973-104F | 19 dicembre  | Kosmos-3M 11K65M | satellite per telecomunicazioni militare                 |
| Cosmos 623   | Strela-1M  | 1973-104G | 19 dicembre  | Kosmos-3M 11K65M | satellite per telecomunicazioni militare                 |
| Cosmos 624   | Strela-1M  | 1973-104H | 19 dicembre  | Kosmos-3M 11K65M | satellite per telecomunicazioni militare                 |
| Cosmos 625   | Zenit-4MK  | 1973-105A | 21 dicembre  | Voskhod 11A57    | satellite da ricognizione                                |
| Cosmos 626   | US-A       | 1973-108A | 27 dicembre  | Tsyklon-2 11K69  | satellite da ricognizione                                |
| Cosmos 627   | Tsiklon    | 1973-109A | 29 dicembre  | Kosmos-3M 11K65M | navigazione satellitare                                  |

## 1974
| Designazione | Nome        | NSSDC ID  | Data         | Lanciatore        | Funzione                                                         |
| ------------ | ----------- | --------- | ------------ | ----------------- | ---------------------------------------------------------------- |
| Cosmos 628   | Tsiklon     | 1974-001A | 17 gennaio   | Kosmos-3M 11K65M  | navigazione satellitare                                          |
| Cosmos 629   | Zenit-2M    | 1974-003A | 24 gennaio   | Voskhod 11A57     | satellite da ricognizione                                        |
| Cosmos 630   | Zenit-4MK   | 1974-004A | 30 gennaio   | Voskhod 11A57     | satellite da ricognizione                                        |
| Cosmos 631   | Tselina-O   | 1974-005A | 6 febbraio   | Kosmos-3M 11K65M  | satellite militare ELINT                                         |
| Cosmos 632   | Zenit-4M    | 1974-006A | 12 febbraio  | Voskhod 11A57     | satellite da ricognizione                                        |
| Cosmos 633   | DS-P1-Yu    | 1974-010A | 27 febbraio  | Kosmos-2I 63SM    | satellite militare bersaglio per il sistema radar Dnestr         |
| Cosmos 634   | DS-P1-Yu    | 1974-012A | 5 marzo      | Kosmos-2I 63SM    | satellite militare bersaglio per il sistema radar Dnestr         |
| Cosmos 635   | Zenit-2M    | 1974-014A | 14 marzo     | Voskhod 11A57     | satellite da ricognizione                                        |
| Cosmos 636   | Zenit-4MK   | 1974-016A | 20 marzo     | Soyuz-U 11A511U   | satellite da ricognizione                                        |
| Cosmos 637   | Raduga      | 1974-017A | 26 marzo     | Proton-K/DM 8K72K |                                                                  |
| Cosmos 638   | Sojuz 7K-TM | 1974-018A | 3 aprile     | Soyuz-U 11A511U   | Parte del programma test Apollo-Sojuz                            |
| Cosmos 639   | Zenit-4MK   | 1974-019A | 4 aprile     | Voskhod 11A57     | satellite da ricognizione                                        |
| Cosmos 640   | Zenit-2M    | 1974-021A | 11 aprile    | Voskhod 11A57     | satellite da ricognizione                                        |
| Cosmos 641   | Strela-1M   | 1974-024A | 23 aprile    | Kosmos-3M 11K65M  | satellite per telecomunicazioni militare                         |
| Cosmos 642   | Strela-1M   | 1974-024B | 23 aprile    | Kosmos-3M 11K65M  | satellite per telecomunicazioni militare                         |
| Cosmos 643   | Strela-1M   | 1974-024C | 23 aprile    | Kosmos-3M 11K65M  | satellite per telecomunicazioni militare                         |
| Cosmos 644   | Strela-1M   | 1974-024D | 23 aprile    | Kosmos-3M 11K65M  | satellite per telecomunicazioni militare                         |
| Cosmos 645   | Strela-1M   | 1974-024E | 23 aprile    | Kosmos-3M 11K65M  | satellite per telecomunicazioni militare                         |
| Cosmos 646   | Strela-1M   | 1974-024F | 23 aprile    | Kosmos-3M 11K65M  | satellite per telecomunicazioni militare                         |
| Cosmos 647   | Strela-1M   | 1974-024G | 23 aprile    | Kosmos-3M 11K65M  | satellite per telecomunicazioni militare                         |
| Cosmos 648   | Strela-1M   | 1974-024H | 23 aprile    | Kosmos-3M 11K65M  | satellite per telecomunicazioni militare                         |
| Cosmos 649   | Zenit-4MK   | 1974-027A | 29 aprile    | Voskhod 11A57     | satellite da ricognizione                                        |
| Cosmos 650   | Sfera       | 1974-028A | 29 aprile    | Kosmos-3M 11K65M  | Geodesia satellitare                                             |
| Cosmos 651   | US-A        | 1974-029A | 15 maggio    | Tsyklon-2 11K69   | satellite da ricognizione                                        |
| Cosmos 652   | Zenit-4MK   | 1974-030A | 15 maggio    | Soyuz-U 11A511U   | satellite da ricognizione                                        |
| Cosmos 653   | Zenit-2M    | 1974-031A | 15 maggio    | Voskhod 11A57     | satellite da ricognizione                                        |
| Cosmos 654   | US-A        | 1974-032A | 17 maggio    | Tsyklon-2 11K69   | satellite da ricognizione                                        |
| Cosmos 655   | Tselina-O   | 1974-035A | 21 maggio    | Kosmos-3M 11K65M  | satellite militare ELINT                                         |
| Cosmos 656   | Sojuz 7K-T  | 1974-036A | 27 maggio    | Soyuz 11A511      | satellite di test                                                |
| Cosmos 657   | Zenit-4MK   | 1974-038A | 30 maggio    | Voskhod 11A57     | satellite da ricognizione                                        |
| Cosmos 658   | Zenit-2M    | 1974-041A | 6 giugno     | Voskhod 11A57     | satellite da ricognizione                                        |
| Cosmos 659   | Zenit-4MK   | 1974-043A | 13 giugno    | Voskhod 11A57     | satellite da ricognizione                                        |
| Cosmos 660   | Taifun-1    | 1974-044A | 18 giugno    | Kosmos-3M 11K65M  | satellite bersaglio per sistemi antiaerei e antimissilistici     |
| Cosmos 661   | Tselina-O   | 1974-045A | 21 giugno    | Kosmos-3M 11K65M  | satellite militare ELINT                                         |
| Cosmos 662   | DS-P1-I     | 1974-047A | 26 giugno    | Kosmos-2I 63SM    | satellite militare bersaglio                                     |
| Cosmos 663   | Tsiklon     | 1974-048A | 27 giugno    | Kosmos-3M 11K65M  | navigazione satellitare                                          |
| Cosmos 664   | Zenit-4MT   | 1974-049A | 29 giugno    | Soyuz-M 11A511M   | satellite da ricognizione                                        |
| Cosmos 665   | Oko         | 1974-050A | 29 giugno    | Molniya-M 8K78M   | Missile early warning                                            |
| Cosmos 666   | Zenit-4MK   | 1974-053A | 12 luglio    | Voskhod 11A57     | satellite da ricognizione                                        |
| Cosmos 667   | Zenit-4M    | 1974-057A | 25 luglio    | Voskhod 11A57     | satellite da ricognizione                                        |
| Cosmos 668   | DS-P1-Yu    | 1974-058A | 25 luglio    | Kosmos-2I 63SM    | satellite militare bersaglio per il sistema radar Dnestr         |
| Cosmos 669   | Zenit-2M    | 1974-059A | 26 luglio    | Voskhod 11A57     | satellite da ricognizione                                        |
| Cosmos 670   | Sojuz 7K-S  | 1974-061A | 6 agosto     | Soyuz-U 11A511U   | satellite di test                                                |
| Cosmos 671   | Zenit-4MK   | 1974-062A | 7 agosto     | Voskhod 11A57     | satellite da ricognizione                                        |
| Cosmos 672   | Sojuz 7K-TM | 1974-064A | 12 agosto    | Soyuz-U 11A511U   | Parte del programma test Apollo-Sojuz                            |
| Cosmos 673   | Tselina-D   | 1974-066A | 16 agosto    | Vostok-2M 8A92M   | satellite militare ELINT                                         |
| Cosmos 674   | Zenit-4MK   | 1974-068A | 29 agosto    | Voskhod 11A57     | satellite da ricognizione                                        |
| Cosmos 675   | Sfera       | 1974-069A | 29 agosto    | Kosmos-3M 11K65M  | Geodesia satellitare                                             |
| Cosmos 676   | Strela-2    | 1974-071A | 11 settembre | Kosmos-3M 11K65M  | satellite per telecomunicazioni militare                         |
| Cosmos 677   | Strela-1M   | 1974-072A | 19 settembre | Kosmos-3M 11K65M  | satellite per telecomunicazioni militare                         |
| Cosmos 678   | Strela-1M   | 1974-072B | 19 settembre | Kosmos-3M 11K65M  | satellite per telecomunicazioni militare                         |
| Cosmos 679   | Strela-1M   | 1974-072C | 19 settembre | Kosmos-3M 11K65M  | satellite per telecomunicazioni militare                         |
| Cosmos 680   | Strela-1M   | 1974-072D | 19 settembre | Kosmos-3M 11K65M  | satellite per telecomunicazioni militare                         |
| Cosmos 681   | Strela-1M   | 1974-072E | 19 settembre | Kosmos-3M 11K65M  | satellite per telecomunicazioni militare                         |
| Cosmos 682   | Strela-1M   | 1974-072F | 19 settembre | Kosmos-3M 11K65M  | satellite per telecomunicazioni militare                         |
| Cosmos 683   | Strela-1M   | 1974-072G | 19 settembre | Kosmos-3M 11K65M  | satellite per telecomunicazioni militare                         |
| Cosmos 684   | Strela-1M   | 1974-072H | 19 settembre | Kosmos-3M 11K65M  | satellite per telecomunicazioni militare                         |
| Cosmos 685   | Zenit-2M    | 1974-073A | 20 settembre | Voskhod 11A57     | satellite da ricognizione                                        |
| Cosmos 686   | DS-P1-Yu    | 1974-074A | 26 settembre | Kosmos-2I 63SM    | satellite militare bersaglio per il sistema radar Dnestr         |
| Cosmos 687   | Taifun-1    | 1974-076A | 11 ottobre   | Kosmos-3M 11K65M  | satellite bersaglio per sistemi antiaerei e antimissilistici     |
| Cosmos 688   | Zenit-4MK   | 1974-078A | 18 ottobre   | Voskhod 11A57     | satellite da ricognizione                                        |
| Cosmos 689   | Tsiklon     | 1974-079A | 18 ottobre   | Kosmos-3M 11K65M  | navigazione satellitare                                          |
| Cosmos 690   | Bion        |           | 22 ottobre   | Soyuz-U 11A511U   | satellite scientifico                                            |
| Cosmos 691   | Zenit-4MK   | 1974-082A | 25 ottobre   | Soyuz-U 11A511U   | satellite da ricognizione                                        |
| Cosmos 692   | Zenit-2M    | 1974-087A | 1 novembre   | Voskhod 11A57     | satellite da ricognizione                                        |
| Cosmos 693   | Zenit-4MT   | 1974-088A | 4 novembre   | Soyuz-M 11A511M   | satellite da ricognizione                                        |
| Cosmos 694   | Zenit-4MK   | 1974-090A | 16 novembre  | Voskhod 11A57     | satellite da ricognizione                                        |
| Cosmos 695   | DS-P1-Yu    | 1974-091A | 20 novembre  | Kosmos-2I 63SM    | satellite militare bersaglio per il sistema radar Dnestr         |
| Cosmos 696   | Zenit-2M    | 1974-095A | 27 novembre  | Voskhod 11A57     | satellite da ricognizione                                        |
| Cosmos 697   | Yantar-2K   | 1974-098A | 13 dicembre  | Soyuz-U 11A511U   | satellite da ricognizione                                        |
| Cosmos 698   | Tselina-O   | 1974-100A | 18 dicembre  | Kosmos-3M 11K65M  | satellite militare ELINT                                         |
| Cosmos 699   | US-P        | 1974-103A | 24 dicembre  | Tsyklon-2 11K69   | satellite da ricognizione radar                                  |
| Cosmos 700   | Parus       | 1974-105A | 26 dicembre  | Kosmos-3M 11K65M  | navigazione satellitare e telecomunicazioni satellitari militare |
| Cosmos 701   | Zenit-4MK   | 1974-106A | 27 dicembre  | Voskhod 11A57     | satellite da ricognizione                                        |

## 1975
| Designazione | Nome       | NSSDC ID  | Data         | Lanciatore        | Funzione                                                         |
| ------------ | ---------- | --------- | ------------ | ----------------- | ---------------------------------------------------------------- |
| Cosmos 702   | Zenit-2M   | 1975-002A | 17 gennaio   | Voskhod 11A57     | satellite da ricognizione                                        |
| Cosmos 703   | DS-P1-Yu   | 1975-003A | 21 gennaio   | Kosmos-2I 63SM    | satellite militare bersaglio per il sistema radar Dnestr         |
| Cosmos 704   | Zenit-4MK  | 1975-005A | 23 gennaio   | Voskhod 11A57     | satellite da ricognizione                                        |
| Cosmos 705   | DS-P1-Yu   | 1975-006A | 28 gennaio   | Kosmos-2I 63SM    | satellite militare bersaglio per il sistema radar Dnestr         |
| Cosmos 706   | Oko        | 1975-007A | 30 gennaio   | Molniya-M 8K78M   | Missile early warning                                            |
| Cosmos 707   | Tselina-O  | 1975-008A | 5 febbraio   | Kosmos-3M 11K65M  | satellite militare ELINT                                         |
| Cosmos 708   | Sfera      | 1975-012A | 12 febbraio  | Kosmos-3M 11K65M  | Geodesia satellitare                                             |
| Cosmos 709   | Zenit-4MK  | 1975-013A | 12 febbraio  | Voskhod 11A57     | satellite da ricognizione                                        |
| Cosmos 710   | Zenit-4MK  | 1975-015A | 26 febbraio  | Voskhod 11A57     | satellite da ricognizione                                        |
| Cosmos 711   | Strela-1M  | 1975-016A | 28 febbraio  | Kosmos-3M 11K65M  | satellite per telecomunicazioni militare                         |
| Cosmos 712   | Strela-1M  | 1975-016B | 28 febbraio  | Kosmos-3M 11K65M  | satellite per telecomunicazioni militare                         |
| Cosmos 713   | Strela-1M  | 1975-016C | 28 febbraio  | Kosmos-3M 11K65M  | satellite per telecomunicazioni militare                         |
| Cosmos 714   | Strela-1M  | 1975-016D | 28 febbraio  | Kosmos-3M 11K65M  | satellite per telecomunicazioni militare                         |
| Cosmos 715   | Strela-1M  | 1975-016E | 28 febbraio  | Kosmos-3M 11K65M  | satellite per telecomunicazioni militare                         |
| Cosmos 716   | Strela-1M  | 1975-016F | 28 febbraio  | Kosmos-3M 11K65M  | satellite per telecomunicazioni militare                         |
| Cosmos 717   | Strela-1M  | 1975-016G | 28 febbraio  | Kosmos-3M 11K65M  | satellite per telecomunicazioni militare                         |
| Cosmos 718   | Strela-1M  | 1975-016H | 28 febbraio  | Kosmos-3M 11K65M  | satellite per telecomunicazioni militare                         |
| Cosmos 719   | Zenit-4MK  | 1975-018A | 12 marzo     | Voskhod 11A57     | satellite da ricognizione                                        |
| Cosmos 720   | Zenit-4MT  | 1975-019A | 21 marzo     | Soyuz-U 11A511U   | satellite da ricognizione                                        |
| Cosmos 721   | Zenit-2M   | 1975-020A | 26 marzo     | Voskhod 11A57     | satellite da ricognizione                                        |
| Cosmos 722   | Zenit-4MK  | 1975-021A | 27 marzo     | Voskhod 11A57     | satellite da ricognizione                                        |
| Cosmos 723   | US-A       | 1975-024A | 2 aprile     | Tsyklon-2 11K69   | satellite da ricognizione                                        |
| Cosmos 724   | US-A       | 1975-025A | 7 aprile     | Tsyklon-2 11K69   | satellite da ricognizione                                        |
| Cosmos 725   | DS-P1-Yu   | 1975-026A | 8 aprile     | Kosmos-2I 63SM    | satellite militare bersaglio per il sistema radar Dnestr         |
| Cosmos 726   | Parus      | 1975-028A | 11 aprile    | Kosmos-3M 11K65M  | navigazione satellitare e telecomunicazioni satellitari militare |
| Cosmos 727   | Zenit-4MK  | 1975-030A | 16 aprile    | Soyuz-U 11A511U   | satellite da ricognizione                                        |
| Cosmos 728   | Zenit-2M   | 1975-031A | 18 aprile    | Voskhod 11A57     | satellite da ricognizione                                        |
| Cosmos 729   | Tsiklon    | 1975-034A | 22 aprile    | Kosmos-3M 11K65M  | navigazione satellitare                                          |
| Cosmos 730   | Zenit-4MK  | 1975-035A | 24 aprile    | Voskhod 11A57     | satellite da ricognizione                                        |
| Cosmos 731   | Zenit-2M   | 1975-041A | 21 maggio    | Voskhod 11A57     | satellite da ricognizione                                        |
| Cosmos 732   | Strela-1M  | 1975-045A | 28 maggio    | Kosmos-3M 11K65M  | satellite per telecomunicazioni militare                         |
| Cosmos 733   | Strela-1M  | 1975-045B | 28 maggio    | Kosmos-3M 11K65M  | satellite per telecomunicazioni militare                         |
| Cosmos 734   | Strela-1M  | 1975-045C | 28 maggio    | Kosmos-3M 11K65M  | satellite per telecomunicazioni militare                         |
| Cosmos 735   | Strela-1M  | 1975-045D | 28 maggio    | Kosmos-3M 11K65M  | satellite per telecomunicazioni militare                         |
| Cosmos 736   | Strela-1M  | 1975-045E | 28 maggio    | Kosmos-3M 11K65M  | satellite per telecomunicazioni militare                         |
| Cosmos 737   | Strela-1M  | 1975-045F | 28 maggio    | Kosmos-3M 11K65M  | satellite per telecomunicazioni militare                         |
| Cosmos 738   | Strela-1M  | 1975-045G | 28 maggio    | Kosmos-3M 11K65M  | satellite per telecomunicazioni militare                         |
| Cosmos 739   | Strela-1M  | 1975-045H | 28 maggio    | Kosmos-3M 11K65M  | satellite per telecomunicazioni militare                         |
| Cosmos 740   | Zenit-4MK  | 1975-046A | 28 maggio    | Voskhod 11A57     | satellite da ricognizione                                        |
| Cosmos 741   | Zenit-2M   | 1975-047A | 30 maggio    | Voskhod 11A57     | satellite da ricognizione                                        |
| Cosmos 742   | Zenit-4MK  | 1975-048A | 3 giugno     | Voskhod 11A57     | satellite da ricognizione                                        |
| Cosmos 743   | Zenit-4MK  | 1975-053A | 12 giugno    | Voskhod 11A57     | satellite da ricognizione                                        |
| Cosmos 744   | Tselina-D  | 1975-056A | 20 giugno    | Vostok-2M 8A92M   | satellite militare ELINT                                         |
| Cosmos 745   | DS-P1-Yu   | 1975-058A | 24 giugno    | Kosmos-2I 63SM    | satellite militare bersaglio per il sistema radar Dnestr         |
| Cosmos 746   | Zenit-4MK  | 1975-059A | 25 giugno    | Voskhod 11A57     | satellite da ricognizione                                        |
| Cosmos 747   | Zenit-2M   | 1975-060A | 27 giugno    | Voskhod 11A57     | satellite da ricognizione                                        |
| Cosmos 748   | Zenit-4MK  | 1975-061A | 3 luglio     | Voskhod 11A57     | satellite da ricognizione                                        |
| Cosmos 749   | Tselina-O  | 1975-062A | 4 luglio     | Kosmos-3M 11K65M  | satellite militare ELINT                                         |
| Cosmos 750   | DS-P1-I    | 1975-067A | 17 luglio    | Kosmos-2I 63SM    | satellite militare bersaglio                                     |
| Cosmos 751   | Zenit-2M   | 1975-068A | 23 luglio    | Voskhod 11A57     | satellite da ricognizione                                        |
| Cosmos 752   | Taifun-1   | 1975-069A | 24 luglio    | Kosmos-3M 11K65M  | satellite bersaglio per sistemi antiaerei e antimissilistici     |
| Cosmos 753   | Zenit-4MK  | 1975-071A | 31 luglio    | Voskhod 11A57     | satellite da ricognizione                                        |
| Cosmos 754   | Zenit-4MK  | 1975-073A | 13 agosto    | Voskhod 11A57     | satellite da ricognizione                                        |
| Cosmos 755   | Parus      | 1975-074A | 14 agosto    | Kosmos-3M 11K65M  | navigazione satellitare e telecomunicazioni satellitari militare |
| Cosmos 756   | Tselina-D  | 1975-076A | 22 agosto    | Vostok-2M 8A92M   | satellite militare ELINT                                         |
| Cosmos 757   | Zenit-4MK  | 1975-078A | 27 agosto    | Voskhod 11A57     | satellite da ricognizione                                        |
| Cosmos 758   | Yantar-2K  | 1975-080A | 5 settembre  | Soyuz-U 11A511U   | satellite da ricognizione                                        |
| Cosmos 759   | Zenit-4MT  | 1975-084A | 12 settembre | Soyuz-U 11A511U   | satellite da ricognizione                                        |
| Cosmos 760   | Zenit-4MK  | 1975-085A | 16 settembre | Voskhod 11A57     | satellite da ricognizione                                        |
| Cosmos 761   | Strela-1M  | 1975-086A | 17 settembre | Kosmos-3M 11K65M  | satellite per telecomunicazioni militare                         |
| Cosmos 762   | Strela-1M  | 1975-086B | 17 settembre | Kosmos-3M 11K65M  | satellite per telecomunicazioni militare                         |
| Cosmos 763   | Strela-1M  | 1975-086C | 17 settembre | Kosmos-3M 11K65M  | satellite per telecomunicazioni militare                         |
| Cosmos 764   | Strela-1M  | 1975-086D | 17 settembre | Kosmos-3M 11K65M  | satellite per telecomunicazioni militare                         |
| Cosmos 765   | Strela-1M  | 1975-086E | 17 settembre | Kosmos-3M 11K65M  | satellite per telecomunicazioni militare                         |
| Cosmos 766   | Strela-1M  | 1975-086F | 17 settembre | Kosmos-3M 11K65M  | satellite per telecomunicazioni militare                         |
| Cosmos 767   | Strela-1M  | 1975-086G | 17 settembre | Kosmos-3M 11K65M  | satellite per telecomunicazioni militare                         |
| Cosmos 768   | Strela-1M  | 1975-086H | 17 settembre | Kosmos-3M 11K65M  | satellite per telecomunicazioni militare                         |
| Cosmos 769   | Zenit-2M   | 1975-088A | 23 settembre | Voskhod 11A57     | satellite da ricognizione                                        |
| Cosmos 770   | Sfera      | 1975-089A | 24 settembre | Kosmos-3M 11K65M  | Geodesia satellitare                                             |
| Cosmos 771   | Zenit-4MKT | 1975-090A | 25 settembre | Soyuz-U 11A511U   | satellite da ricognizione                                        |
| Cosmos 772   | Sojuz 7K-S | 1975-093A | 29 settembre | Soyuz-U 11A511U   | satellite di test                                                |
| Cosmos 773   | Strela-2   | 1975-094A | 30 settembre | Kosmos-3M 11K65M  | satellite per telecomunicazioni militare                         |
| Cosmos 774   | Zenit-4MK  | 1975-095A | 1 ottobre    | Voskhod 11A57     | satellite da ricognizione                                        |
| Cosmos 775   | Oko        | 1975-097A | 8 ottobre    | Proton-K/DM 8K72K | Missile early warning                                            |
| Cosmos 776   | Zenit-2M   | 1975-101A | 17 ottobre   | Voskhod 11A57     | satellite da ricognizione                                        |
| Cosmos 777   | US-P       | 1975-102A | 29 ottobre   | Tsyklon-2 11K69   | satellite da ricognizione radar                                  |
| Cosmos 778   | Parus      | 1975-103A | 4 novembre   | Kosmos-3M 11K65M  | navigazione satellitare e telecomunicazioni satellitari militare |
| Cosmos 779   | Zenit-4MK  | 1975-104A | 4 novembre   | Voskhod 11A57     | satellite da ricognizione                                        |
| Cosmos 780   | Zenit-2M   | 1975-108A | 21 novembre  | Voskhod 11A57     | satellite da ricognizione                                        |
| Cosmos 781   | Tselina-OK | 1975-109A | 21 novembre  | Kosmos-3M 11K65M  | satellite militare ELINT                                         |
| Cosmos 782   | Bion       |           | 25 novembre  | Soyuz-U 11A511U   | satellite scientifico                                            |
| Cosmos 783   | Strela-2   | 1975-112A | 28 novembre  | Kosmos-3M 11K65M  | satellite per telecomunicazioni militare                         |
| Cosmos 784   | Zenit-2M   | 1975-113A | 3 dicembre   | Voskhod 11A57     | satellite da ricognizione                                        |
| Cosmos 785   | US-A       | 1975-116A | 12 dicembre  | Tsyklon-2 11K69   | satellite da ricognizione                                        |
| Cosmos 786   | Zenit-4MK  | 1975-120A | 16 dicembre  | Voskhod 11A57     | satellite da ricognizione                                        |

## 1976
| Designazione | Nome       | NSSDC ID  | Data         | Lanciatore       | Funzione                                                                  |
| ------------ | ---------- | --------- | ------------ | ---------------- | ------------------------------------------------------------------------- |
| Cosmos 787   | Tselina-O  | 1976-001A | 6 gennaio    | Kosmos-3M 11K65M | satellite militare ELINT                                                  |
| Cosmos 788   | Zenit-4MK  | 1976-002A | 7 gennaio    | Voskhod 11A57    | satellite da ricognizione                                                 |
| Cosmos 789   | Parus      | 1976-005A | 20 gennaio   | Kosmos-3M 11K65M | navigazione satellitare e telecomunicazioni satellitari militare          |
| Cosmos 790   | Tselina-O  | 1976-007A | 22 gennaio   | Kosmos-3M 11K65M | satellite militare ELINT                                                  |
| Cosmos 791   | Strela-1M  | 1976-008A | 28 gennaio   | Kosmos-3M 11K65M | satellite per telecomunicazioni militare                                  |
| Cosmos 792   | Strela-1M  | 1976-008B | 28 gennaio   | Kosmos-3M 11K65M | satellite per telecomunicazioni militare                                  |
| Cosmos 793   | Strela-1M  | 1976-008C | 28 gennaio   | Kosmos-3M 11K65M | satellite per telecomunicazioni militare                                  |
| Cosmos 794   | Strela-1M  | 1976-008D | 28 gennaio   | Kosmos-3M 11K65M | satellite per telecomunicazioni militare                                  |
| Cosmos 795   | Strela-1M  | 1976-008E | 28 gennaio   | Kosmos-3M 11K65M | satellite per telecomunicazioni militare                                  |
| Cosmos 796   | Strela-1M  | 1976-008F | 28 gennaio   | Kosmos-3M 11K65M | satellite per telecomunicazioni militare                                  |
| Cosmos 797   | Strela-1M  | 1976-008G | 28 gennaio   | Kosmos-3M 11K65M | satellite per telecomunicazioni militare                                  |
| Cosmos 798   | Strela-1M  | 1976-008H | 28 gennaio   | Kosmos-3M 11K65M | satellite per telecomunicazioni militare                                  |
| Cosmos 799   | Zenit-2M   | 1976-009A | 29 gennaio   | Voskhod 11A57    | satellite da ricognizione                                                 |
| Cosmos 800   | Tsiklon    | 1976-011A | 3 febbraio   | Kosmos-3M 11K65M | navigazione satellitare                                                   |
| Cosmos 801   | DS-P1-I    | 1976-012A | 5 febbraio   | Kosmos-2I 63SM   | satellite militare bersaglio                                              |
| Cosmos 802   | Zenit-4MK  | 1976-013A | 11 febbraio  | Voskhod 11A57    | satellite da ricognizione                                                 |
| Cosmos 803   | Lira       | 1976-014A | 12 febbraio  | Kosmos-3M 11K65M | satellite bersaglio per l'sistema antisatellite Istrebitel Sputnikov (IS) |
| Cosmos 804   | IS         | 1976-015A | 16 febbraio  | Tsyklon-2 11K69  | sistema antisatellite Istrebitel Sputnikov (IS)                           |
| Cosmos 805   | Yantar-2K  | 1976-018A | 20 febbraio  | Soyuz-U 11A511U  | satellite da ricognizione                                                 |
| Cosmos 806   | Zenit-4MK  | 1976-020A | 10 marzo     | Soyuz-U 11A511U  | satellite da ricognizione                                                 |
| Cosmos 807   | Taifun-1   | 1976-022A | 12 marzo     | Kosmos-3M 11K65M | satellite bersaglio per sistemi antiaerei e antimissilistici              |
| Cosmos 808   | Tselina-D  | 1976-024A | 16 marzo     | Vostok-2M 8A92M  | satellite militare ELINT                                                  |
| Cosmos 809   | Zenit-2M   | 1976-025A | 18 marzo     | Soyuz-U 11A511U  | satellite da ricognizione                                                 |
| Cosmos 810   | Zenit-4MK  | 1976-028A | 26 marzo     | Voskhod 11A57    | satellite da ricognizione                                                 |
| Cosmos 811   | Zenit-4MT  | 1976-030A | 31 marzo     | Soyuz-M 11A511M  | satellite da ricognizione                                                 |
| Cosmos 812   | Tselina-O  | 1976-031A | 6 aprile     | Kosmos-3M 11K65M | satellite militare ELINT                                                  |
| Cosmos 813   | Zenit-2M   | 1976-033A | 9 aprile     | Voskhod 11A57    | satellite da ricognizione                                                 |
| Cosmos 814   | IS         | 1976-034A | 13 aprile    | Tsyklon-2 11K69  | sistema antisatellite Istrebitel Sputnikov (IS)                           |
| Cosmos 815   | Zenit-4MK  | 1976-036A | 28 aprile    | Voskhod 11A57    | satellite da ricognizione                                                 |
| Cosmos 816   | Taifun-2   | 1976-037A | 28 aprile    | Kosmos-3M 11K65M | satellite bersaglio per sistemi antiaerei e antimissilistici              |
| Cosmos 817   | Zenit-4MK  | 1976-040A | 5 maggio     | Voskhod 11A57    | satellite da ricognizione                                                 |
| Cosmos 818   | DS-P1-Yu   | 1976-044A | 18 maggio    | Kosmos-2I 63SM   | satellite militare bersaglio per il sistema radar Dnestr                  |
| Cosmos 819   | Zenit-2M   | 1976-045A | 20 maggio    | Voskhod 11A57    | satellite da ricognizione                                                 |
| Cosmos 820   | Zenit-4MKT | 1976-046A | 21 maggio    | Soyuz-U 11A511U  | satellite da ricognizione                                                 |
| Cosmos 821   | Zenit-4MK  | 1976-048A | 26 maggio    | Voskhod 11A57    | satellite da ricognizione                                                 |
| Cosmos 822   | Taifun-1   | 1976-049A | 28 maggio    | Kosmos-3M 11K65M | satellite bersaglio per sistemi antiaerei e antimissilistici              |
| Cosmos 823   | Tsiklon    | 1976-051A | 2 giugno     | Kosmos-3M 11K65M | navigazione satellitare                                                   |
| Cosmos 824   | Zenit-4MK  | 1976-052A | 8 giugno     | Voskhod 11A57    | satellite da ricognizione                                                 |
| Cosmos 825   | Strela-1M  | 1976-054A | 15 giugno    | Kosmos-3M 11K65M | satellite per telecomunicazioni militare                                  |
| Cosmos 826   | Strela-1M  | 1976-054B | 15 giugno    | Kosmos-3M 11K65M | satellite per telecomunicazioni militare                                  |
| Cosmos 827   | Strela-1M  | 1976-054C | 15 giugno    | Kosmos-3M 11K65M | satellite per telecomunicazioni militare                                  |
| Cosmos 828   | Strela-1M  | 1976-054D | 15 giugno    | Kosmos-3M 11K65M | satellite per telecomunicazioni militare                                  |
| Cosmos 829   | Strela-1M  | 1976-054E | 15 giugno    | Kosmos-3M 11K65M | satellite per telecomunicazioni militare                                  |
| Cosmos 830   | Strela-1M  | 1976-054F | 15 giugno    | Kosmos-3M 11K65M | satellite per telecomunicazioni militare                                  |
| Cosmos 831   | Strela-1M  | 1976-054G | 15 giugno    | Kosmos-3M 11K65M | satellite per telecomunicazioni militare                                  |
| Cosmos 832   | Strela-1M  | 1976-054H | 15 giugno    | Kosmos-3M 11K65M | satellite per telecomunicazioni militare                                  |
| Cosmos 833   | Zenit-4MK  | 1976-055A | 16 giugno    | Voskhod 11A57    | satellite da ricognizione                                                 |
| Cosmos 834   | Zenit-2M   | 1976-058A | 24 giugno    | Soyuz-U 11A511U  | satellite da ricognizione                                                 |
| Cosmos 835   | Zenit-4MK  | 1976-060A | 29 giugno    | Voskhod 11A57    | satellite da ricognizione                                                 |
| Cosmos 836   | Strela-2   | 1976-061A | 29 giugno    | Kosmos-3M 11K65M | satellite per telecomunicazioni militare                                  |
| Cosmos 837   | Molniya-2  | 1976-062A | 1 luglio     | Molniya-M 8K78M  | satellite per telecomunicazioni militare                                  |
| Cosmos 838   | US-P       | 1976-063A | 2 luglio     | Tsyklon-2 11K69  | satellite da ricognizione radar                                           |
| Cosmos 839   | Lira       | 1976-067A | 8 luglio     | Kosmos-3M 11K65M | satellite bersaglio per l'sistema antisatellite Istrebitel Sputnikov (IS) |
| Cosmos 840   | Zenit-2M   | 1976-068A | 14 luglio    | Soyuz-U 11A511U  | satellite da ricognizione                                                 |
| Cosmos 841   | Strela-2   | 1976-069A | 15 luglio    | Kosmos-3M 11K65M | satellite per telecomunicazioni militare                                  |
| Cosmos 842   | Sfera      | 1976-070A | 21 luglio    | Kosmos-3M 11K65M | Geodesia satellitare                                                      |
| Cosmos 843   | IS         | 1976-071A | 21 luglio    | Tsyklon-2 11K69  | sistema antisatellite Istrebitel Sputnikov (IS)                           |
| Cosmos 844   | Yantar-2K  | 1976-072A | 22 luglio    | Soyuz-U 11A511U  | satellite da ricognizione                                                 |
| Cosmos 845   | Tselina-O  | 1976-075A | 27 luglio    | Kosmos-3M 11K65M | satellite militare ELINT                                                  |
| Cosmos 846   | Tsiklon    | 1976-078A | 29 luglio    | Kosmos-3M 11K65M | navigazione satellitare                                                   |
| Cosmos 847   | Zenit-4MK  | 1976-079A | 4 agosto     | Soyuz-U 11A511U  | satellite da ricognizione                                                 |
| Cosmos 848   | Zenit-2M   | 1976-082A | 12 agosto    | Soyuz-U 11A511U  | satellite da ricognizione                                                 |
| Cosmos 849   | DS-P1-I    | 1976-083A | 18 agosto    | Kosmos-2I 63SM   | satellite militare bersaglio                                              |
| Cosmos 850   | DS-P1-Yu   | 1976-084A | 26 agosto    | Kosmos-2I 63SM   | satellite militare bersaglio per il sistema radar Dnestr                  |
| Cosmos 851   | Tselina-D  | 1976-085A | 27 agosto    | Vostok-2M 8A92M  | satellite militare ELINT                                                  |
| Cosmos 852   | Zenit-4MK  | 1976-086A | 28 agosto    | Soyuz-U 11A511U  | satellite da ricognizione                                                 |
| Cosmos 853   | Molniya-2  | 1976-088A | 1 settembre  | Molniya-M 8K78M  | satellite per telecomunicazioni militare                                  |
| Cosmos 854   | Zenit-4MK  | 1976-090A | 3 settembre  | Soyuz-U 11A511U  | satellite da ricognizione                                                 |
| Cosmos 855   | Zenit-4MT  | 1976-095A | 21 settembre | Soyuz-U 11A511U  | satellite da ricognizione                                                 |
| Cosmos 856   | Zenit-2M   | 1976-096A | 22 settembre | Soyuz-U 11A511U  | satellite da ricognizione                                                 |
| Cosmos 857   | Zenit-4MK  | 1976-097A | 24 settembre | Soyuz-U 11A511U  | satellite da ricognizione                                                 |
| Cosmos 858   | Strela-2   | 1976-098A | 29 settembre | Kosmos-3M 11K65M | satellite per telecomunicazioni militare                                  |
| Cosmos 859   | Zenit-4MK  | 1976-099A | 10 ottobre   | Soyuz-U 11A511U  | satellite da ricognizione                                                 |
| Cosmos 860   | US-A       | 1976-103A | 17 ottobre   | Tsyklon-2 11K69  | satellite da ricognizione                                                 |
| Cosmos 861   | US-A       | 1976-104A | 21 ottobre   | Tsyklon-2 11K69  | satellite da ricognizione                                                 |
| Cosmos 862   | Oko        | 1976-105A | 22 ottobre   | Molniya-M 8K78M  | Missile early warning                                                     |
| Cosmos 863   | Zenit-4MK  | 1976-106A | 25 ottobre   | Soyuz-U 11A511U  | satellite da ricognizione                                                 |
| Cosmos 864   | Parus      | 1976-108A | 29 ottobre   | Kosmos-3M 11K65M | navigazione satellitare e telecomunicazioni satellitari militare          |
| Cosmos 865   | Zenit-2M   | 1976-109A | 1 novembre   | Soyuz-U 11A511U  | satellite da ricognizione                                                 |
| Cosmos 866   | Zenit-4MK  | 1976-110A | 11 novembre  | Soyuz-U 11A511U  | satellite da ricognizione                                                 |
| Cosmos 867   | Zenit-6    | 1976-111A | 23 novembre  | Soyuz-U 11A511U  | satellite da ricognizione                                                 |
| Cosmos 868   | US-P       | 1976-113A | 26 novembre  | Tsyklon-2 11K69  | satellite da ricognizione radar                                           |
| Cosmos 869   | Sojuz 7K-S | 1976-114A | 29 novembre  | Soyuz-U 11A511U  | satellite di test                                                         |
| Cosmos 870   | Tselina-O  | 1976-115A | 2 dicembre   | Kosmos-3M 11K65M | satellite militare ELINT                                                  |
| Cosmos 871   | Strela-1M  | 1976-118A | 7 dicembre   | Kosmos-3M 11K65M | satellite per telecomunicazioni militare                                  |
| Cosmos 872   | Strela-1M  | 1976-118B | 7 dicembre   | Kosmos-3M 11K65M | satellite per telecomunicazioni militare                                  |
| Cosmos 873   | Strela-1M  | 1976-118C | 7 dicembre   | Kosmos-3M 11K65M | satellite per telecomunicazioni militare                                  |
| Cosmos 874   | Strela-1M  | 1976-118D | 7 dicembre   | Kosmos-3M 11K65M | satellite per telecomunicazioni militare                                  |
| Cosmos 875   | Strela-1M  | 1976-118E | 7 dicembre   | Kosmos-3M 11K65M | satellite per telecomunicazioni militare                                  |
| Cosmos 876   | Strela-1M  | 1976-118F | 7 dicembre   | Kosmos-3M 11K65M | satellite per telecomunicazioni militare                                  |
| Cosmos 877   | Strela-1M  | 1976-118G | 7 dicembre   | Kosmos-3M 11K65M | satellite per telecomunicazioni militare                                  |
| Cosmos 878   | Strela-1M  | 1976-118H | 7 dicembre   | Kosmos-3M 11K65M | satellite per telecomunicazioni militare                                  |
| Cosmos 879   | Zenit-2M   | 1976-119A | 9 dicembre   | Soyuz-U 11A511U  | satellite da ricognizione                                                 |
| Cosmos 880   | Lira       | 1976-120A | 9 dicembre   | Kosmos-3M 11K65M | satellite bersaglio per l'sistema antisatellite Istrebitel Sputnikov (IS) |
| Cosmos 881   | TKS        | 1976-121A | 15 dicembre  | Proton-K 8K72K   | Veicolo spaziale per la stazione spaziale militare Almaz                  |
| Cosmos 882   | TKS        | 1976-121B | 15 dicembre  | Proton-K 8K72K   | Veicolo spaziale per la stazione spaziale militare Almaz                  |
| Cosmos 883   | Cikada     | 1976-122A | 15 dicembre  | Kosmos-3M 11K65M | navigazione satellitare                                                   |
| Cosmos 884   | Zenit-4MK  | 1976-123A | 17 dicembre  | Soyuz-U 11A511U  | satellite da ricognizione                                                 |
| Cosmos 885   | Taifun-2   | 1976-124A | 17 dicembre  | Kosmos-3M 11K65M | satellite bersaglio per sistemi antiaerei e antimissilistici              |
| Cosmos 886   | IS         | 1976-126A | 27 dicembre  | Tsyklon-2 11K69  | sistema antisatellite Istrebitel Sputnikov (IS)                           |
| Cosmos 887   | Parus      | 1976-128A | 28 dicembre  | Kosmos-3M 11K65M | navigazione satellitare e telecomunicazioni satellitari militare          |

## 1977
| Designazione | Nome       | NSSDC ID  | Data         | Lanciatore       | Funzione                                                                  |
| ------------ | ---------- | --------- | ------------ | ---------------- | ------------------------------------------------------------------------- |
| Cosmos 888   | Zenit-4MK  | 1977-001A | 6 gennaio    | Soyuz-U 11A511U  | satellite da ricognizione                                                 |
| Cosmos 889   | Zenit-2M   | 1977-003A | 20 gennaio   | Soyuz-U 11A511U  | satellite da ricognizione                                                 |
| Cosmos 890   | Tsiklon    | 1977-004A | 20 gennaio   | Kosmos-3M 11K65M | navigazione satellitare                                                   |
| Cosmos 891   | Taifun-1   | 1977-006A | 2 febbraio   | Kosmos-3M 11K65M | satellite bersaglio per sistemi antiaerei e antimissilistici              |
| Cosmos 892   | Zenit-4MK  | 1977-009A | 9 febbraio   | Soyuz-U 11A511U  | satellite da ricognizione                                                 |
| Cosmos 893   | DS-U2-IK   | 1977-011A | 15 febbraio  | Kosmos-3M 11K65M | satellite scientifico per lo studio della ionosfera                       |
| Cosmos 894   | Parus      | 1977-013A | 21 febbraio  | Kosmos-3M 11K65M | navigazione satellitare e telecomunicazioni satellitari militare          |
| Cosmos 895   | Tselina-D  | 1977-015A | 26 febbraio  | Vostok-2M 8A92M  | satellite militare ELINT                                                  |
| Cosmos 896   | Zenit-6    | 1977-016A | 3 marzo      | Soyuz-U 11A511U  | satellite da ricognizione                                                 |
| Cosmos 897   | Zenit-4MK  | 1977-017A | 10 marzo     | Soyuz-U 11A511U  | satellite da ricognizione                                                 |
| Cosmos 898   | Zenit-2M   | 1977-020A | 17 marzo     | Soyuz-U 11A511U  | satellite da ricognizione                                                 |
| Cosmos 899   | Tselina-O  | 1977-022A | 24 marzo     | Kosmos-3M 11K65M | satellite militare ELINT                                                  |
| Cosmos 900   | AUOS-Z-R-O | 1977-023A | 29 marzo     | Kosmos-3M 11K65M | satellite scientifico                                                     |
| Cosmos 901   | DS-P1-I    | 1977-025A | 5 aprile     | Kosmos-2I 63SM   | satellite militare bersaglio                                              |
| Cosmos 902   | Zenit-4MK  | 1977-026A | 7 aprile     | Soyuz-U 11A511U  | satellite da ricognizione                                                 |
| Cosmos 903   | Oko        | 1977-027A | 11 aprile    | Molniya-M 8K78M  | Missile early warning                                                     |
| Cosmos 904   | Zenit-2M   | 1977-028A | 20 aprile    | Soyuz-U 11A511U  | satellite da ricognizione                                                 |
| Cosmos 905   | Yantar-2K  | 1977-030A | 26 aprile    | Soyuz-U 11A511U  | satellite da ricognizione                                                 |
| Cosmos 906   | Taifun-2   | 1977-031A | 27 aprile    | Kosmos-3M 11K65M | satellite bersaglio per sistemi antiaerei e antimissilistici              |
| Cosmos 907   | Zenit-4MK  | 1977-033A | 5 maggio     | Soyuz-U 11A511U  | satellite da ricognizione                                                 |
| Cosmos 908   | Zenit-4MK  | 1977-035A | 17 maggio    | Soyuz-U 11A511U  | satellite da ricognizione                                                 |
| Cosmos 909   | Lira       | 1977-036A | 19 maggio    | Kosmos-3M 11K65M | satellite bersaglio per l'sistema antisatellite Istrebitel Sputnikov (IS) |
| Cosmos 910   | IS         | 1977-037A | 23 maggio    | Tsyklon-2 11K69  | sistema antisatellite Istrebitel Sputnikov (IS)                           |
| Cosmos 911   | Sfera      | 1977-039A | 25 maggio    | Kosmos-3M 11K65M | Geodesia satellitare                                                      |
| Cosmos 912   | Zenit-4MKT | 1977-040A | 26 maggio    | Soyuz-U 11A511U  | satellite da ricognizione                                                 |
| Cosmos 913   | Taifun-2   | 1977-042A | 30 maggio    | Kosmos-3M 11K65M | satellite bersaglio per sistemi antiaerei e antimissilistici              |
| Cosmos 914   | Zenit-2M   | 1977-043A | 31 maggio    | Soyuz-U 11A511U  | satellite da ricognizione                                                 |
| Cosmos 915   | Zenit-4MK  | 1977-045A | 8 giugno     | Soyuz-U 11A511U  | satellite da ricognizione                                                 |
| Cosmos 916   | Zenit-4MT  | 1977-046A | 10 giugno    | Soyuz-U 11A511U  | satellite da ricognizione                                                 |
| Cosmos 917   | Oko        | 1977-047A | 16 giugno    | Molniya-M 8K78M  | Missile early warning                                                     |
| Cosmos 918   | IS         | 1977-050A | 17 giugno    | Tsyklon-2 11K69  | sistema antisatellite Istrebitel Sputnikov (IS)                           |
| Cosmos 919   | DS-P1-I    | 1977-051A | 18 giugno    | Kosmos-2I 63SM   | satellite militare bersaglio                                              |
| Cosmos 920   | Zenit-4MK  | 1977-052A | 22 giugno    | Soyuz-U 11A511U  | satellite da ricognizione                                                 |
| Cosmos 921   | Tselina-D  | 1977-055A | 24 giugno    | Tsyklon-3 11K68  | satellite militare ELINT                                                  |
| Cosmos 922   | Zenit-2M   | 1977-058A | 30 giugno    | Soyuz-U 11A511U  | satellite da ricognizione                                                 |
| Cosmos 923   | Strela-2   | 1977-059A | 1 luglio     | Kosmos-3M 11K65M | satellite per telecomunicazioni militare                                  |
| Cosmos 924   | Tselina-OK | 1977-060A | 4 luglio     | Kosmos-3M 11K65M | satellite militare ELINT                                                  |
| Cosmos 925   | Tselina-D  | 1977-061A | 7 luglio     | Vostok-2M 8A92M  | satellite militare ELINT                                                  |
| Cosmos 926   | Cikada     | 1977-062A | 8 luglio     | Kosmos-3M 11K65M | navigazione satellitare                                                   |
| Cosmos 927   | Zenit-4MKM | 1977-063A | 12 luglio    | Soyuz-U 11A511U  | satellite da ricognizione                                                 |
| Cosmos 928   | Parus      | 1977-064A | 13 luglio    | Kosmos-3M 11K65M | navigazione satellitare e telecomunicazioni satellitari militare          |
| Cosmos 929   | TKS        | 1977-066A | 17 luglio    | Proton-K 8K72K   | Veicolo spaziale per la stazione spaziale militare Almaz                  |
| Cosmos 930   | Taifun-1   | 1977-067A | 19 luglio    | Kosmos-3M 11K65M | satellite bersaglio per sistemi antiaerei e antimissilistici              |
| Cosmos 931   | Oko        | 1977-068A | 20 luglio    | Molniya-M 8K78M  | Missile early warning                                                     |
| Cosmos 932   | Zenit-4MKM | 1977-069A | 20 luglio    | Soyuz-U 11A511U  | satellite da ricognizione                                                 |
| Cosmos 933   | Taifun-1   | 1977-070A | 22 luglio    | Kosmos-3M 11K65M | satellite bersaglio per sistemi antiaerei e antimissilistici              |
| Cosmos 934   | Zenit-6    | 1977-072A | 27 luglio    | Soyuz-U 11A511U  | satellite da ricognizione                                                 |
| Cosmos 935   | Zenit-2M   | 1977-073A | 29 luglio    | Soyuz-U 11A511U  | satellite da ricognizione                                                 |
| Cosmos 936   | Bion       |           | 3 agosto     | Soyuz-U 11A511U  | satellite scientifico                                                     |
| Cosmos 937   | US-P       | 1977-077A | 24 agosto    | Tsyklon-2 11K69  | satellite da ricognizione radar                                           |
| Cosmos 938   | Zenit-4MKM | 1977-078A | 24 agosto    | Soyuz-U 11A511U  | satellite da ricognizione                                                 |
| Cosmos 939   | Strela-1M  | 1977-079A | 24 agosto    | Kosmos-3M 11K65M | satellite per telecomunicazioni militare                                  |
| Cosmos 940   | Strela-1M  | 1977-079B | 24 agosto    | Kosmos-3M 11K65M | satellite per telecomunicazioni militare                                  |
| Cosmos 941   | Strela-1M  | 1977-079C | 24 agosto    | Kosmos-3M 11K65M | satellite per telecomunicazioni militare                                  |
| Cosmos 942   | Strela-1M  | 1977-079D | 24 agosto    | Kosmos-3M 11K65M | satellite per telecomunicazioni militare                                  |
| Cosmos 943   | Strela-1M  | 1977-079E | 24 agosto    | Kosmos-3M 11K65M | satellite per telecomunicazioni militare                                  |
| Cosmos 944   | Strela-1M  | 1977-079F | 24 agosto    | Kosmos-3M 11K65M | satellite per telecomunicazioni militare                                  |
| Cosmos 945   | Strela-1M  | 1977-079G | 24 agosto    | Kosmos-3M 11K65M | satellite per telecomunicazioni militare                                  |
| Cosmos 946   | Strela-1M  | 1977-079H | 24 agosto    | Kosmos-3M 11K65M | satellite per telecomunicazioni militare                                  |
| Cosmos 947   | Zenit-2M   | 1977-081A | 27 agosto    | Soyuz-U 11A511U  | satellite da ricognizione                                                 |
| Cosmos 948   | Zenit-4MKT | 1977-083A | 2 settembre  | Soyuz-U 11A511U  | satellite da ricognizione                                                 |
| Cosmos 949   | Yantar-2K  | 1977-085A | 6 settembre  | Soyuz-U 11A511U  | satellite da ricognizione                                                 |
| Cosmos 950   | Zenit-2M   | 1977-086A | 13 settembre | Soyuz-U 11A511U  | satellite da ricognizione                                                 |
| Cosmos 951   | Parus      | 1977-087A | 13 settembre | Kosmos-3M 11K65M | navigazione satellitare e telecomunicazioni satellitari militare          |
| Cosmos 952   | US-A       | 1977-088A | 16 settembre | Tsyklon-2 11K69  | satellite da ricognizione                                                 |
| Cosmos 953   | Zenit-4MKM | 1977-089A | 16 settembre | Soyuz-U 11A511U  | satellite da ricognizione                                                 |
| Cosmos 954   | US-A       | 1977-090A | 18 settembre | Tsyklon-2 11K69  | satellite da ricognizione                                                 |
| Cosmos 955   | Tselina-D  | 1977-091A | 20 settembre | Vostok-2M 8A92M  | satellite militare ELINT                                                  |
| Cosmos 956   | Tselina-D  | 1977-095A | 24 settembre | Tsyklon-3 11K68  | satellite militare ELINT                                                  |
| Cosmos 957   | Zenit-4MKM | 1977-098A | 30 settembre | Soyuz-U 11A511U  | satellite da ricognizione                                                 |
| Cosmos 958   | Zenit-6    | 1977-100A | 11 ottobre   | Soyuz-U 11A511U  | satellite da ricognizione                                                 |
| Cosmos 959   | Lira       | 1977-101A | 21 ottobre   | Kosmos-3M 11K65M | satellite bersaglio per l'sistema antisatellite Istrebitel Sputnikov (IS) |
| Cosmos 960   | Tselina-O  | 1977-103A | 25 ottobre   | Kosmos-3M 11K65M | satellite militare ELINT                                                  |
| Cosmos 961   | IS         | 1977-104A | 26 ottobre   | Tsyklon-2 11K69  | sistema antisatellite Istrebitel Sputnikov (IS)                           |
| Cosmos 962   | Tsiklon    | 1977-107A | 28 ottobre   | Kosmos-3M 11K65M | navigazione satellitare                                                   |
| Cosmos 963   | Sfera      | 1977-109A | 24 novembre  | Kosmos-3M 11K65M | Geodesia satellitare                                                      |
| Cosmos 964   | Zenit-4MKM | 1977-110A | 4 dicembre   | Soyuz-U 11A511U  | satellite da ricognizione                                                 |
| Cosmos 965   | Taifun-2   | 1977-111A | 8 dicembre   | Kosmos-3M 11K65M | satellite bersaglio per sistemi antiaerei e antimissilistici              |
| Cosmos 966   | Zenit-2M   | 1977-115A | 12 dicembre  | Soyuz-U 11A511U  | satellite da ricognizione                                                 |
| Cosmos 967   | Lira       | 1977-116A | 13 dicembre  | Kosmos-3M 11K65M | satellite bersaglio per l'sistema antisatellite Istrebitel Sputnikov (IS) |
| Cosmos 968   | Strela-2   | 1977-119A | 16 dicembre  | Kosmos-3M 11K65M | satellite per telecomunicazioni militare                                  |
| Cosmos 969   | Zenit-4MKM | 1977-120A | 20 dicembre  | Soyuz-U 11A511U  | satellite da ricognizione                                                 |
| Cosmos 970   | IS         | 1977-121A | 21 dicembre  | Tsyklon-2 11K69  | sistema antisatellite Istrebitel Sputnikov (IS)                           |
| Cosmos 971   | Parus      | 1977-122A | 23 dicembre  | Kosmos-3M 11K65M | navigazione satellitare e telecomunicazioni satellitari militare          |
| Cosmos 972   | Tselina-D  | 1977-123A | 27 dicembre  | Tsyklon-3 11K68  | satellite militare ELINT                                                  |
| Cosmos 973   | Zenit-2M   | 1977-124A | 27 dicembre  | Soyuz-U 11A511U  | satellite da ricognizione                                                 |

## 1978
| Designazione | Nome        | NSSDC ID  | Data         | Lanciatore       | Funzione                                                         |
| ------------ | ----------- | --------- | ------------ | ---------------- | ---------------------------------------------------------------- |
| Cosmos 974   | Zenit-4MKM  | 1978-001A | 6 gennaio    | Soyuz-U 11A511U  | satellite da ricognizione                                        |
| Cosmos 975   | Tselina-D   | 1978-004A | 10 gennaio   | Vostok-2M 8A92M  | satellite militare ELINT                                         |
| Cosmos 976   | Strela-1M   | 1978-005A | 10 gennaio   | Kosmos-3M 11K65M | satellite per telecomunicazioni militare                         |
| Cosmos 977   | Strela-1M   | 1978-005B | 10 gennaio   | Kosmos-3M 11K65M | satellite per telecomunicazioni militare                         |
| Cosmos 978   | Strela-1M   | 1978-005C | 10 gennaio   | Kosmos-3M 11K65M | satellite per telecomunicazioni militare                         |
| Cosmos 979   | Strela-1M   | 1978-005D | 10 gennaio   | Kosmos-3M 11K65M | satellite per telecomunicazioni militare                         |
| Cosmos 980   | Strela-1M   | 1978-005E | 10 gennaio   | Kosmos-3M 11K65M | satellite per telecomunicazioni militare                         |
| Cosmos 981   | Strela-1M   | 1978-005F | 10 gennaio   | Kosmos-3M 11K65M | satellite per telecomunicazioni militare                         |
| Cosmos 982   | Strela-1M   | 1978-005G | 10 gennaio   | Kosmos-3M 11K65M | satellite per telecomunicazioni militare                         |
| Cosmos 983   | Strela-1M   | 1978-005H | 10 gennaio   | Kosmos-3M 11K65M | satellite per telecomunicazioni militare                         |
| Cosmos 984   | Zenit-2M    | 1978-006A | 13 gennaio   | Soyuz-U 11A511U  | satellite da ricognizione                                        |
| Cosmos 985   | Parus       | 1978-007A | 17 gennaio   | Kosmos-3M 11K65M | navigazione satellitare e telecomunicazioni satellitari militare |
| Cosmos 986   | Zenit-4MKM  | 1978-010A | 24 gennaio   | Soyuz-U 11A511U  | satellite da ricognizione                                        |
| Cosmos 987   | Zenit-4MKM  | 1978-013A | 31 gennaio   | Soyuz-U 11A511U  | satellite da ricognizione                                        |
| Cosmos 988   | Zenit-4MT   | 1978-015A | 8 febbraio   | Soyuz-U 11A511U  | satellite da ricognizione                                        |
| Cosmos 989   | Zenit-4MKM  | 1978-017A | 14 febbraio  | Soyuz-U 11A511U  | satellite da ricognizione                                        |
| Cosmos 990   | Strela-2    | 1978-019A | 17 febbraio  | Kosmos-3M 11K65M | satellite per telecomunicazioni militare                         |
| Cosmos 991   | Parus       | 1978-022A | 28 febbraio  | Kosmos-3M 11K65M | navigazione satellitare e telecomunicazioni satellitari militare |
| Cosmos 992   | Zenit-2M    | 1978-025A | 4 marzo      | Soyuz-U 11A511U  | satellite da ricognizione                                        |
| Cosmos 993   | Zenit-4MKM  | 1978-027A | 10 marzo     | Soyuz-U 11A511U  | satellite da ricognizione                                        |
| Cosmos 994   | Tsiklon     | 1978-028A | 15 marzo     | Kosmos-3M 11K65M | navigazione satellitare                                          |
| Cosmos 995   | Zenit-2M    | 1978-030A | 17 marzo     | Soyuz-U 11A511U  | satellite da ricognizione                                        |
| Cosmos 996   | Parus       | 1978-031A | 28 marzo     | Kosmos-3M 11K65M | navigazione satellitare e telecomunicazioni satellitari militare |
| Cosmos 997   | TKS         | 1978-032A | 30 marzo     | Proton-K 8K72K   | Veicolo spaziale per la stazione spaziale militare Almaz         |
| Cosmos 998   | TKS         | 1978-032B | 30 marzo     | Proton-K 8K72K   | Veicolo spaziale per la stazione spaziale militare Almaz         |
| Cosmos 999   | Zenit-4MKM  | 1978-033A | 30 marzo     | Soyuz-U 11A511U  | satellite da ricognizione                                        |
| Cosmos 1000  | Cikada      | 1978-034A | 31 marzo     | Kosmos-3M 11K65M | navigazione satellitare                                          |
| Cosmos 1001  | Sojuz 7K-ST | 1978-036A | 4 aprile     | Soyuz-U 11A511U  | satellite di test                                                |
| Cosmos 1002  | Zenit-2M    | 1978-037A | 6 aprile     | Soyuz-U 11A511U  | satellite da ricognizione                                        |
| Cosmos 1003  | Zenit-4MKM  | 1978-040A | 20 aprile    | Soyuz-U 11A511U  | satellite da ricognizione                                        |
| Cosmos 1004  | Zenit-2M    | 1978-043A | 5 maggio     | Soyuz-U 11A511U  | satellite da ricognizione                                        |
| Cosmos 1005  | Tselina-D   | 1978-045A | 12 maggio    | Vostok-2M 8A92M  | satellite militare ELINT                                         |
| Cosmos 1006  | Taifun-1    | 1978-046A | 12 maggio    | Kosmos-3M 11K65M | satellite bersaglio per sistemi antiaerei e antimissilistici     |
| Cosmos 1007  | Zenit-4MKM  | 1978-048A | 16 maggio    | Soyuz-U 11A511U  | satellite da ricognizione                                        |
| Cosmos 1008  | Tselina-OK  | 1978-049A | 17 maggio    | Kosmos-3M 11K65M | satellite militare ELINT                                         |
| Cosmos 1009  | IS          | 1978-050A | 19 maggio    | Tsyklon-2 11K69  | sistema antisatellite Istrebitel Sputnikov (IS)                  |
| Cosmos 1010  | Zenit-4MKT  | 1978-052A | 23 maggio    | Soyuz-U 11A511U  | satellite da ricognizione                                        |
| Cosmos 1011  | Parus       | 1978-053A | 23 maggio    | Kosmos-3M 11K65M | navigazione satellitare e telecomunicazioni satellitari militare |
| Cosmos 1012  | Zenit-2M    | 1978-054A | 25 maggio    | Soyuz-U 11A511U  | satellite da ricognizione                                        |
| Cosmos 1013  | Strela-1M   | 1978-056A | 7 giugno     | Kosmos-3M 11K65M | satellite per telecomunicazioni militare                         |
| Cosmos 1014  | Strela-1M   | 1978-056B | 7 giugno     | Kosmos-3M 11K65M | satellite per telecomunicazioni militare                         |
| Cosmos 1015  | Strela-1M   | 1978-056C | 7 giugno     | Kosmos-3M 11K65M | satellite per telecomunicazioni militare                         |
| Cosmos 1016  | Strela-1M   | 1978-056D | 7 giugno     | Kosmos-3M 11K65M | satellite per telecomunicazioni militare                         |
| Cosmos 1017  | Strela-1M   | 1978-056E | 7 giugno     | Kosmos-3M 11K65M | satellite per telecomunicazioni militare                         |
| Cosmos 1018  | Strela-1M   | 1978-056F | 7 giugno     | Kosmos-3M 11K65M | satellite per telecomunicazioni militare                         |
| Cosmos 1019  | Strela-1M   | 1978-056G | 7 giugno     | Kosmos-3M 11K65M | satellite per telecomunicazioni militare                         |
| Cosmos 1020  | Strela-1M   | 1978-056H | 7 giugno     | Kosmos-3M 11K65M | satellite per telecomunicazioni militare                         |
| Cosmos 1021  | Zenit-4MKM  | 1978-057A | 10 giugno    | Soyuz-U 11A511U  | satellite da ricognizione                                        |
| Cosmos 1022  | Zenit-4MKM  | 1978-059A | 12 giugno    | Soyuz-U 11A511U  | satellite da ricognizione                                        |
| Cosmos 1023  | Strela-2    | 1978-063A | 21 giugno    | Kosmos-3M 11K65M | satellite per telecomunicazioni militare                         |
| Cosmos 1024  | Oko         | 1978-066A | 28 giugno    | Molniya-M 8K78M  | Missile early warning                                            |
| Cosmos 1025  | Tselina-D   | 1978-067A | 28 giugno    | Tsyklon-3 11K68  | satellite militare ELINT                                         |
| Cosmos 1026  | Energiya    | 1978-069A | 2 luglio     | Soyuz-U 11A511U  |                                                                  |
| Cosmos 1027  | Tsiklon     | 1978-074A | 27 luglio    | Kosmos-3M 11K65M | navigazione satellitare                                          |
| Cosmos 1028  | Yantar-2K   | 1978-076A | 5 agosto     | Soyuz-U 11A511U  | satellite da ricognizione                                        |
| Cosmos 1029  | Zenit-4MKM  | 1978-082A | 29 agosto    | Soyuz-U 11A511U  | satellite da ricognizione                                        |
| Cosmos 1030  | Oko         | 1978-083A | 6 settembre  | Molniya-M 8K78M  | Missile early warning                                            |
| Cosmos 1031  | Zenit-4MKM  | 1978-085A | 9 settembre  | Soyuz-U 11A511U  | satellite da ricognizione                                        |
| Cosmos 1032  | Zenit-2M    | 1978-088A | 19 settembre | Soyuz-U 11A511U  | satellite da ricognizione                                        |
| Cosmos 1033  | Zenit-4MKT  | 1978-089A | 3 ottobre    | Soyuz-U 11A511U  | satellite da ricognizione                                        |
| Cosmos 1034  | Strela-1M   | 1978-091A | 4 ottobre    | Kosmos-3M 11K65M | satellite per telecomunicazioni militare                         |
| Cosmos 1035  | Strela-1M   | 1978-091B | 4 ottobre    | Kosmos-3M 11K65M | satellite per telecomunicazioni militare                         |
| Cosmos 1036  | Strela-1M   | 1978-091C | 4 ottobre    | Kosmos-3M 11K65M | satellite per telecomunicazioni militare                         |
| Cosmos 1037  | Strela-1M   | 1978-091D | 4 ottobre    | Kosmos-3M 11K65M | satellite per telecomunicazioni militare                         |
| Cosmos 1038  | Strela-1M   | 1978-091E | 4 ottobre    | Kosmos-3M 11K65M | satellite per telecomunicazioni militare                         |
| Cosmos 1039  | Strela-1M   | 1978-091F | 4 ottobre    | Kosmos-3M 11K65M | satellite per telecomunicazioni militare                         |
| Cosmos 1040  | Strela-1M   | 1978-091G | 4 ottobre    | Kosmos-3M 11K65M | satellite per telecomunicazioni militare                         |
| Cosmos 1041  | Strela-1M   | 1978-091H | 4 ottobre    | Kosmos-3M 11K65M | satellite per telecomunicazioni militare                         |
| Cosmos 1042  | Zenit-4MKM  | 1978-092A | 6 ottobre    | Soyuz-U 11A511U  | satellite da ricognizione                                        |
| Cosmos 1043  | Tselina-D   | 1978-094A | 10 ottobre   | Vostok-2M 8A92M  | satellite militare ELINT                                         |
| Cosmos 1044  | Zenit-2M    | 1978-097A | 17 ottobre   | Soyuz-U 11A511U  | satellite da ricognizione                                        |
| Cosmos 1045  | Meteor      | 1978-100A | 26 ottobre   | Tsyklon-3 11K68  | satellite meteorologico                                          |
| Cosmos 1046  | Zenit-4MT   | 1978-102A | 1 novembre   | Soyuz-U 11A511U  | satellite da ricognizione                                        |
| Cosmos 1047  | Zenit-4MKM  | 1978-104A | 15 novembre  | Soyuz-U 11A511U  | satellite da ricognizione                                        |
| Cosmos 1048  | Strela-2    | 1978-105A | 16 novembre  | Kosmos-3M 11K65M | satellite per telecomunicazioni militare                         |
| Cosmos 1049  | Zenit-4MKM  | 1978-107A | 21 novembre  | Soyuz-U 11A511U  | satellite da ricognizione                                        |
| Cosmos 1050  | Zenit-6     | 1978-108A | 28 novembre  | Soyuz-U 11A511U  | satellite da ricognizione                                        |
| Cosmos 1051  | Strela-1M   | 1978-109A | 5 dicembre   | Kosmos-3M 11K65M | satellite per telecomunicazioni militare                         |
| Cosmos 1052  | Strela-1M   | 1978-109B | 5 dicembre   | Kosmos-3M 11K65M | satellite per telecomunicazioni militare                         |
| Cosmos 1053  | Strela-1M   | 1978-109C | 5 dicembre   | Kosmos-3M 11K65M | satellite per telecomunicazioni militare                         |
| Cosmos 1054  | Strela-1M   | 1978-109D | 5 dicembre   | Kosmos-3M 11K65M | satellite per telecomunicazioni militare                         |
| Cosmos 1055  | Strela-1M   | 1978-109E | 5 dicembre   | Kosmos-3M 11K65M | satellite per telecomunicazioni militare                         |
| Cosmos 1056  | Strela-1M   | 1978-109F | 5 dicembre   | Kosmos-3M 11K65M | satellite per telecomunicazioni militare                         |
| Cosmos 1057  | Strela-1M   | 1978-109G | 5 dicembre   | Kosmos-3M 11K65M | satellite per telecomunicazioni militare                         |
| Cosmos 1058  | Strela-1M   | 1978-109H | 5 dicembre   | Kosmos-3M 11K65M | satellite per telecomunicazioni militare                         |
| Cosmos 1059  | Zenit-4MKM  | 1978-110A | 7 dicembre   | Soyuz-U 11A511U  | satellite da ricognizione                                        |
| Cosmos 1060  | Zenit-2M    | 1978-111A | 8 dicembre   | Soyuz-U 11A511U  | satellite da ricognizione                                        |
| Cosmos 1061  | Zenit-2M    | 1978-114A | 14 dicembre  | Soyuz-U 11A511U  | satellite da ricognizione                                        |
| Cosmos 1062  | Tselina-O   | 1978-115A | 15 dicembre  | Kosmos-3M 11K65M | satellite militare ELINT                                         |
| Cosmos 1063  | Tselina-D   | 1978-117A | 19 dicembre  | Vostok-2M 8A92M  | satellite militare ELINT                                         |
| Cosmos 1064  | Parus       | 1978-119A | 20 dicembre  | Kosmos-3M 11K65M | navigazione satellitare e telecomunicazioni satellitari militare |
| Cosmos 1065  | Romb        | 1978-120A | 22 dicembre  | Kosmos-3M 11K65M | satellite bersaglio per sistemi antiaerei e antimissilistici     |
| Cosmos 1066  | Astrofizika | 1978-121A | 23 dicembre  | Vostok-2M 8A92M  | Geodesia satellitare                                             |
| Cosmos 1067  | Sfera       | 1978-122A | 26 dicembre  | Kosmos-3M 11K65M | Geodesia satellitare                                             |
| Cosmos 1068  | Zenit-4MKM  | 1978-123A | 26 dicembre  | Soyuz-U 11A511U  | satellite da ricognizione                                        |
| Cosmos 1069  | Zenit-4MT   | 1978-124A | 28 dicembre  | Soyuz-U 11A511U  | satellite da ricognizione                                        |

## 1979
| Designazione | Nome        | NSSDC ID  | Data         | Lanciatore       | Funzione                                                         |
| ------------ | ----------- | --------- | ------------ | ---------------- | ---------------------------------------------------------------- |
| Cosmos 1070  | Zenit-2M    | 1979-001A | 11 gennaio   | Soyuz-U 11A511U  | satellite da ricognizione                                        |
| Cosmos 1071  | Zenit-4MKM  | 1979-002A | 13 gennaio   | Soyuz-U 11A511U  | satellite da ricognizione                                        |
| Cosmos 1072  | Parus       | 1979-003A | 16 gennaio   | Kosmos-3M 11K65M | navigazione satellitare e telecomunicazioni satellitari militare |
| Cosmos 1073  | Zenit-4MKM  | 1979-006A | 30 gennaio   | Soyuz-U 11A511U  | satellite da ricognizione                                        |
| Cosmos 1074  | Sojuz 7K-ST | 1979-008A | 31 gennaio   | Soyuz-U 11A511U  | satellite di test                                                |
| Cosmos 1075  | Taifun-1    | 1979-010A | 8 febbraio   | Kosmos-3M 11K65M | satellite bersaglio per sistemi antiaerei e antimissilistici     |
| Cosmos 1076  | Okean-E     | 1979-011A | 12 febbraio  | Tsyklon-3 11K68  | satellite per osservazione della Terra (oceanico)                |
| Cosmos 1077  | Tselina-D   | 1979-012A | 13 febbraio  | Vostok-2M 8A92M  | satellite militare ELINT                                         |
| Cosmos 1078  | Zenit-4MKM  | 1979-016A | 22 febbraio  | Soyuz-U 11A511U  | satellite da ricognizione                                        |
| Cosmos 1079  | Yantar-2K   | 1979-019A | 27 febbraio  | Soyuz-U 11A511U  | satellite da ricognizione                                        |
| Cosmos 1080  | Zenit-4MKM  | 1979-023A | 14 marzo     | Soyuz-U 11A511U  | satellite da ricognizione                                        |
| Cosmos 1081  | Strela-1M   | 1979-024A | 15 marzo     | Kosmos-3M 11K65M | satellite per telecomunicazioni militare                         |
| Cosmos 1082  | Strela-1M   | 1979-024B | 15 marzo     | Kosmos-3M 11K65M | satellite per telecomunicazioni militare                         |
| Cosmos 1083  | Strela-1M   | 1979-024C | 15 marzo     | Kosmos-3M 11K65M | satellite per telecomunicazioni militare                         |
| Cosmos 1084  | Strela-1M   | 1979-024D | 15 marzo     | Kosmos-3M 11K65M | satellite per telecomunicazioni militare                         |
| Cosmos 1085  | Strela-1M   | 1979-024E | 15 marzo     | Kosmos-3M 11K65M | satellite per telecomunicazioni militare                         |
| Cosmos 1086  | Strela-1M   | 1979-024F | 15 marzo     | Kosmos-3M 11K65M | satellite per telecomunicazioni militare                         |
| Cosmos 1087  | Strela-1M   | 1979-024G | 15 marzo     | Kosmos-3M 11K65M | satellite per telecomunicazioni militare                         |
| Cosmos 1088  | Strela-1M   | 1979-024H | 15 marzo     | Kosmos-3M 11K65M | satellite per telecomunicazioni militare                         |
| Cosmos 1089  | Parus       | 1979-026A | 21 marzo     | Kosmos-3M 11K65M | navigazione satellitare e telecomunicazioni satellitari militare |
| Cosmos 1090  | Zenit-2M    | 1979-027A | 31 marzo     | Soyuz-U 11A511U  | satellite da ricognizione                                        |
| Cosmos 1091  | Parus       | 1979-028A | 7 aprile     | Kosmos-3M 11K65M | navigazione satellitare e telecomunicazioni satellitari militare |
| Cosmos 1092  | Cikada      | 1979-030A | 11 aprile    | Kosmos-3M 11K65M | navigazione satellitare                                          |
| Cosmos 1093  | Tselina-D   | 1979-032A | 14 aprile    | Vostok-2M 8A92M  | satellite militare ELINT                                         |
| Cosmos 1094  | US-P        | 1979-033A | 18 aprile    | Tsyklon-2 11K69  | satellite da ricognizione radar                                  |
| Cosmos 1095  | Zenit-6     | 1979-034A | 20 aprile    | Soyuz-U 11A511U  | satellite da ricognizione                                        |
| Cosmos 1096  | US-P        | 1979-036A | 25 aprile    | Tsyklon-2 11K69  | satellite da ricognizione radar                                  |
| Cosmos 1097  | Yantar-4K1  | 1979-037A | 27 aprile    | Soyuz-U 11A511U  | satellite da ricognizione                                        |
| Cosmos 1098  | Zenit-4MKM  | 1979-040A | 15 maggio    | Soyuz-U 11A511U  | satellite da ricognizione                                        |
| Cosmos 1099  | Zenit-4MKT  | 1979-041A | 17 maggio    | Soyuz-U 11A511U  | satellite da ricognizione                                        |
| Cosmos 1100  | TKS         | 1979-042A | 22 maggio    | Proton-K 8K72K   | Veicolo spaziale per la stazione spaziale militare Almaz         |
| Cosmos 1101  | TKS         | 1979-042B | 22 maggio    | Proton-K 8K72K   | Veicolo spaziale per la stazione spaziale militare Almaz         |
| Cosmos 1102  | Zenit-2M    | 1979-043A | 25 maggio    | Soyuz-U 11A511U  | satellite da ricognizione                                        |
| Cosmos 1103  | Zenit-6     | 1979-045A | 31 maggio    | Soyuz-U 11A511U  | satellite da ricognizione                                        |
| Cosmos 1104  | Parus       | 1979-046A | 31 maggio    | Kosmos-3M 11K65M | navigazione satellitare e telecomunicazioni satellitari militare |
| Cosmos 1105  | Zenit-4MKT  | 1979-052A | 8 giugno     | Soyuz-U 11A511U  | satellite da ricognizione                                        |
| Cosmos 1106  | Zenit-2M    | 1979-054A | 12 giugno    | Soyuz-U 11A511U  | satellite da ricognizione                                        |
| Cosmos 1107  | Zenit-6     | 1979-055A | 15 giugno    | Soyuz-U 11A511U  | satellite da ricognizione                                        |
| Cosmos 1108  | Zenit-4MKT  | 1979-056A | 22 giugno    | Soyuz-U 11A511U  | satellite da ricognizione                                        |
| Cosmos 1109  | Oko         | 1979-058A | 27 giugno    | Molniya-M 8K78M  | Missile early warning                                            |
| Cosmos 1110  | Strela-2    | 1979-060A | 28 giugno    | Kosmos-3M 11K65M | satellite per telecomunicazioni militare                         |
| Cosmos 1111  | Zenit-6     | 1979-061A | 29 giugno    | Soyuz-U 11A511U  | satellite da ricognizione                                        |
| Cosmos 1112  | Romb        | 1979-063A | 6 luglio     | Kosmos-3M 11K65M | satellite bersaglio per sistemi antiaerei e antimissilistici     |
| Cosmos 1113  | Zenit-4MKM  | 1979-064A | 10 luglio    | Soyuz-U 11A511U  | satellite da ricognizione                                        |
| Cosmos 1114  | Tselina-O   | 1979-065A | 11 luglio    | Kosmos-3M 11K65M | satellite militare ELINT                                         |
| Cosmos 1115  | Zenit-4MKT  | 1979-066A | 13 luglio    | Soyuz-U 11A511U  | satellite da ricognizione                                        |
| Cosmos 1116  | Tselina-D   | 1979-067A | 20 luglio    | Vostok-2M 8A92M  | satellite militare ELINT                                         |
| Cosmos 1117  | Zenit-4MKM  | 1979-068A | 25 luglio    | Soyuz-U 11A511U  | satellite da ricognizione                                        |
| Cosmos 1118  | Zenit-2M    | 1979-069A | 27 luglio    | Soyuz-U 11A511U  | satellite da ricognizione                                        |
| Cosmos 1119  | Zenit-4MT   | 1979-071A | 3 agosto     | Soyuz-U 11A511U  | satellite da ricognizione                                        |
| Cosmos 1120  | Zenit-4MKM  | 1979-073A | 11 agosto    | Soyuz-U 11A511U  | satellite da ricognizione                                        |
| Cosmos 1121  | Yantar-2K   | 1979-074A | 14 agosto    | Soyuz-U 11A511U  | satellite da ricognizione                                        |
| Cosmos 1122  | Zenit-2M    | 1979-075A | 17 agosto    | Soyuz-U 11A511U  | satellite da ricognizione                                        |
| Cosmos 1123  | Zenit-4MKT  | 1979-076A | 21 agosto    | Soyuz-U 11A511U  | satellite da ricognizione                                        |
| Cosmos 1124  | Oko         | 1979-077A | 28 agosto    | Molniya-M 8K78M  | Missile early warning                                            |
| Cosmos 1125  | Strela-2    | 1979-078A | 28 agosto    | Kosmos-3M 11K65M | satellite per telecomunicazioni militare                         |
| Cosmos 1126  | Zenit-6     | 1979-079A | 31 agosto    | Soyuz-U 11A511U  | satellite da ricognizione                                        |
| Cosmos 1127  | Resurs-F1   | 1979-080A | 5 settembre  | Soyuz-U 11A511U  | satellite per l'osservazione della Terra                         |
| Cosmos 1128  | Zenit-4MKM  | 1979-081A | 14 settembre | Soyuz-U 11A511U  | satellite da ricognizione                                        |
| Cosmos 1129  | Bion        |           | 25 settembre | Soyuz-U 11A511U  | satellite scientifico                                            |
| Cosmos 1130  | Strela-1M   | 1979-084A | 25 settembre | Kosmos-3M 11K65M | satellite per telecomunicazioni militare                         |
| Cosmos 1131  | Strela-1M   | 1979-084B | 25 settembre | Kosmos-3M 11K65M | satellite per telecomunicazioni militare                         |
| Cosmos 1132  | Strela-1M   | 1979-084C | 25 settembre | Kosmos-3M 11K65M | satellite per telecomunicazioni militare                         |
| Cosmos 1133  | Strela-1M   | 1979-084D | 25 settembre | Kosmos-3M 11K65M | satellite per telecomunicazioni militare                         |
| Cosmos 1134  | Strela-1M   | 1979-084E | 25 settembre | Kosmos-3M 11K65M | satellite per telecomunicazioni militare                         |
| Cosmos 1135  | Strela-1M   | 1979-084F | 25 settembre | Kosmos-3M 11K65M | satellite per telecomunicazioni militare                         |
| Cosmos 1136  | Strela-1M   | 1979-084G | 25 settembre | Kosmos-3M 11K65M | satellite per telecomunicazioni militare                         |
| Cosmos 1137  | Strela-1M   | 1979-084H | 25 settembre | Kosmos-3M 11K65M | satellite per telecomunicazioni militare                         |
| Cosmos 1138  | Zenit-6     | 1979-085A | 28 settembre | Soyuz-U 11A511U  | satellite da ricognizione                                        |
| Cosmos 1139  | Zenit-4MT   | 1979-088A | 5 ottobre    | Soyuz-U 11A511U  | satellite da ricognizione                                        |
| Cosmos 1140  | Strela-2    | 1979-089A | 11 ottobre   | Kosmos-3M 11K65M | satellite per telecomunicazioni militare                         |
| Cosmos 1141  | Parus       | 1979-090A | 16 ottobre   | Kosmos-3M 11K65M | navigazione satellitare e telecomunicazioni satellitari militare |
| Cosmos 1142  | Zenit-6     | 1979-092A | 22 ottobre   | Soyuz-U 11A511U  | satellite da ricognizione                                        |
| Cosmos 1143  | Tselina-D   | 1979-093A | 26 ottobre   | Vostok-2M 8A92M  | satellite militare ELINT                                         |
| Cosmos 1144  | Yantar-2K   | 1979-097A | 2 novembre   | Soyuz-U 11A511U  | satellite da ricognizione                                        |
| Cosmos 1145  | Tselina-D   | 1979-099A | 27 novembre  | Vostok-2M 8A92M  | satellite militare ELINT                                         |
| Cosmos 1146  | Taifun-1B   | 1979-100A | 5 dicembre   | Kosmos-3M 11K65M | satellite bersaglio per sistemi antiaerei e antimissilistici     |
| Cosmos 1147  | Zenit-6     | 1979-102A | 12 dicembre  | Soyuz-U 11A511U  | satellite da ricognizione                                        |
| Cosmos 1148  | Zenit-4MKM  | 1979-106A | 28 dicembre  | Soyuz-U 11A511U  | satellite da ricognizione                                        |

## 1980
| Designazione | Nome       | NSSDC ID  | Data         | Lanciatore       | Funzione                                                                  |
| ------------ | ---------- | --------- | ------------ | ---------------- | ------------------------------------------------------------------------- |
| Cosmos 1149  | Zenit-6    | 1980-001A | 9 gennaio    | Soyuz-U 11A511U  | satellite da ricognizione                                                 |
| Cosmos 1150  | Parus      | 1980-003A | 14 gennaio   | Kosmos-3M 11K65M | navigazione satellitare e telecomunicazioni satellitari militare          |
| Cosmos 1151  | Okean-E    | 1980-005A | 23 gennaio   | Tsyklon-3 11K68  | satellite per osservazione della Terra (oceanico)                         |
| Cosmos 1152  | Yantar-2K  | 1980-006A | 24 gennaio   | Soyuz-U 11A511U  | satellite da ricognizione                                                 |
| Cosmos 1153  | Parus      | 1980-007A | 25 gennaio   | Kosmos-3M 11K65M | navigazione satellitare e telecomunicazioni satellitari militare          |
| Cosmos 1154  | Tselina-D  | 1980-008A | 30 gennaio   | Vostok-2M 8A92M  | satellite militare ELINT                                                  |
| Cosmos 1155  | Zenit-6    | 1980-009A | 7 febbraio   | Soyuz-U 11A511U  | satellite da ricognizione                                                 |
| Cosmos 1156  | Strela-1M  | 1980-012A | 11 febbraio  | Kosmos-3M 11K65M | satellite per telecomunicazioni militare                                  |
| Cosmos 1157  | Strela-1M  | 1980-012B | 11 febbraio  | Kosmos-3M 11K65M | satellite per telecomunicazioni militare                                  |
| Cosmos 1158  | Strela-1M  | 1980-012C | 11 febbraio  | Kosmos-3M 11K65M | satellite per telecomunicazioni militare                                  |
| Cosmos 1159  | Strela-1M  | 1980-012D | 11 febbraio  | Kosmos-3M 11K65M | satellite per telecomunicazioni militare                                  |
| Cosmos 1160  | Strela-1M  | 1980-012E | 11 febbraio  | Kosmos-3M 11K65M | satellite per telecomunicazioni militare                                  |
| Cosmos 1161  | Strela-1M  | 1980-012F | 11 febbraio  | Kosmos-3M 11K65M | satellite per telecomunicazioni militare                                  |
| Cosmos 1162  | Strela-1M  | 1980-012G | 11 febbraio  | Kosmos-3M 11K65M | satellite per telecomunicazioni militare                                  |
| Cosmos 1163  | Strela-1M  | 1980-012H | 11 febbraio  | Kosmos-3M 11K65M | satellite per telecomunicazioni militare                                  |
| Cosmos 1164  | Oko        | 1980-013A | 12 febbraio  | Molniya-M 8K78M  | Missile early warning                                                     |
| Cosmos 1165  | Zenit-4MKM | 1980-017A | 21 febbraio  | Soyuz-U 11A511U  | satellite da ricognizione                                                 |
| Cosmos 1166  | Zenit-6    | 1980-020A | 4 marzo      | Soyuz-U 11A511U  | satellite da ricognizione                                                 |
| Cosmos 1167  | US-P       | 1980-021A | 14 marzo     | Tsyklon-2 11K69  | satellite da ricognizione radar                                           |
| Cosmos 1168  | Cikada     | 1980-022A | 17 marzo     | Kosmos-3M 11K65M | navigazione satellitare                                                   |
| Cosmos 1169  | Taifun-1   | 1980-023A | 27 marzo     | Kosmos-3M 11K65M | satellite bersaglio per sistemi antiaerei e antimissilistici              |
| Cosmos 1170  | Zenit-4MKM | 1980-025A | 1 aprile     | Soyuz-U 11A511U  | satellite da ricognizione                                                 |
| Cosmos 1171  | Lira       | 1980-026A | 3 aprile     | Kosmos-3M 11K65M | satellite bersaglio per l'sistema antisatellite Istrebitel Sputnikov (IS) |
| Cosmos 1172  | Oko        | 1980-028A | 12 aprile    | Molniya-M 8K78M  | Missile early warning                                                     |
| Cosmos 1173  | Zenit-4MKM | 1980-029A | 17 aprile    | Soyuz-U 11A511U  | satellite da ricognizione                                                 |
| Cosmos 1174  | IS         | 1980-030A | 18 aprile    | Tsyklon-2 11K69  | sistema antisatellite Istrebitel Sputnikov (IS)                           |
| Cosmos 1175  | Molniya-3  | 1980-031A | 18 aprile    | Molniya-M 8K78M  | satellite per telecomunicazioni militare                                  |
| Cosmos 1176  | US-A       | 1980-034A | 29 aprile    | Tsyklon-2 11K69  | satellite da ricognizione                                                 |
| Cosmos 1177  | Yantar-4K1 | 1980-035A | 29 aprile    | Soyuz-U 11A511U  | satellite da ricognizione                                                 |
| Cosmos 1178  | Zenit-6    | 1980-036A | 7 maggio     | Soyuz-U 11A511U  | satellite da ricognizione                                                 |
| Cosmos 1179  | Taifun-1B  | 1980-037A | 14 maggio    | Kosmos-3M 11K65M | satellite bersaglio per sistemi antiaerei e antimissilistici              |
| Cosmos 1180  | Zenit-4MT  | 1980-038A | 15 maggio    | Soyuz-U 11A511U  | satellite da ricognizione                                                 |
| Cosmos 1181  | Parus      | 1980-039A | 20 maggio    | Kosmos-3M 11K65M | navigazione satellitare e telecomunicazioni satellitari militare          |
| Cosmos 1182  | Zenit-4MKT | 1980-040A | 23 maggio    | Soyuz-U 11A511U  | satellite da ricognizione                                                 |
| Cosmos 1183  | Zenit-6    | 1980-042A | 28 maggio    | Soyuz-U 11A511U  | satellite da ricognizione                                                 |
| Cosmos 1184  | Tselina-D  | 1980-044A | 4 giugno     | Vostok-2M 8A92M  | satellite militare ELINT                                                  |
| Cosmos 1185  | Resurs-F1  | 1980-046A | 6 giugno     | Soyuz-U 11A511U  | satellite per l'osservazione della Terra                                  |
| Cosmos 1186  | Romb       | 1980-047A | 6 giugno     | Kosmos-3M 11K65M | satellite bersaglio per sistemi antiaerei e antimissilistici              |
| Cosmos 1187  | Zenit-6    | 1980-048A | 12 giugno    | Soyuz-U 11A511U  | satellite da ricognizione                                                 |
| Cosmos 1188  | Oko        | 1980-050A | 14 giugno    | Molniya-M 8K78M  | Missile early warning                                                     |
| Cosmos 1189  | Zenit-6    | 1980-054A | 26 giugno    | Soyuz-U 11A511U  | satellite da ricognizione                                                 |
| Cosmos 1190  | Strela-2   | 1980-056A | 1 luglio     | Kosmos-3M 11K65M | satellite per telecomunicazioni militare                                  |
| Cosmos 1191  | Oko        | 1980-057A | 2 luglio     | Molniya-M 8K78M  | Missile early warning                                                     |
| Cosmos 1192  | Strela-1M  | 1980-058A | 9 luglio     | Kosmos-3M 11K65M | satellite per telecomunicazioni militare                                  |
| Cosmos 1193  | Strela-1M  | 1980-058B | 9 luglio     | Kosmos-3M 11K65M | satellite per telecomunicazioni militare                                  |
| Cosmos 1194  | Strela-1M  | 1980-058C | 9 luglio     | Kosmos-3M 11K65M | satellite per telecomunicazioni militare                                  |
| Cosmos 1195  | Strela-1M  | 1980-058D | 9 luglio     | Kosmos-3M 11K65M | satellite per telecomunicazioni militare                                  |
| Cosmos 1196  | Strela-1M  | 1980-058E | 9 luglio     | Kosmos-3M 11K65M | satellite per telecomunicazioni militare                                  |
| Cosmos 1197  | Strela-1M  | 1980-058F | 9 luglio     | Kosmos-3M 11K65M | satellite per telecomunicazioni militare                                  |
| Cosmos 1198  | Strela-1M  | 1980-058G | 9 luglio     | Kosmos-3M 11K65M | satellite per telecomunicazioni militare                                  |
| Cosmos 1199  | Strela-1M  | 1980-058H | 9 luglio     | Kosmos-3M 11K65M | satellite per telecomunicazioni militare                                  |
| Cosmos 1200  | Zenit-6    | 1980-059A | 9 luglio     | Soyuz-U 11A511U  | satellite da ricognizione                                                 |
| Cosmos 1201  | Zenit-4MKT | 1980-061A | 15 luglio    | Soyuz-U 11A511U  | satellite da ricognizione                                                 |
| Cosmos 1202  | Zenit-6    | 1980-065A | 24 luglio    | Soyuz-U 11A511U  | satellite da ricognizione                                                 |
| Cosmos 1203  | Resurs-F1  | 1980-066A | 31 luglio    | Soyuz-U 11A511U  | satellite per l'osservazione della Terra                                  |
| Cosmos 1204  | Romb       | 1980-067A | 31 luglio    | Kosmos-3M 11K65M | satellite bersaglio per sistemi antiaerei e antimissilistici              |
| Cosmos 1205  | Zenit-6    | 1980-068A | 12 agosto    | Soyuz-U 11A511U  | satellite da ricognizione                                                 |
| Cosmos 1206  | Tselina-D  | 1980-069A | 15 agosto    | Vostok-2M 8A92M  | satellite militare ELINT                                                  |
| Cosmos 1207  | Zenit-4MKT | 1980-070A | 22 agosto    | Soyuz-U 11A511U  | satellite da ricognizione                                                 |
| Cosmos 1208  | Yantar-2K  | 1980-071A | 26 agosto    | Soyuz-U 11A511U  | satellite da ricognizione                                                 |
| Cosmos 1209  | Resurs-F1  | 1980-072A | 3 settembre  | Soyuz-U 11A511U  | satellite per l'osservazione della Terra                                  |
| Cosmos 1210  | Zenit-6    | 1980-076A | 19 settembre | Soyuz-U 11A511U  | satellite da ricognizione                                                 |
| Cosmos 1211  | Zenit-4MT  | 1980-077A | 23 settembre | Soyuz-U 11A511U  | satellite da ricognizione                                                 |
| Cosmos 1212  | Zenit-4MKT | 1980-078A | 26 settembre | Soyuz-U 11A511U  | satellite da ricognizione                                                 |
| Cosmos 1213  | Zenit-6    | 1980-080A | 3 ottobre    | Soyuz-U 11A511U  | satellite da ricognizione                                                 |
| Cosmos 1214  | Zenit-4MKM | 1980-082A | 10 ottobre   | Soyuz-U 11A511U  | satellite da ricognizione                                                 |
| Cosmos 1215  | Tselina-O  | 1980-083A | 14 ottobre   | Kosmos-3M 11K65M | satellite militare ELINT                                                  |
| Cosmos 1216  | Zenit-6    | 1980-084A | 16 ottobre   | Soyuz-U 11A511U  | satellite da ricognizione                                                 |
| Cosmos 1217  | Oko        | 1980-085A | 24 ottobre   | Molniya-M 8K78M  | Missile early warning                                                     |
| Cosmos 1218  | Yantar-4K1 | 1980-086A | 30 ottobre   | Soyuz-U 11A511U  | satellite da ricognizione                                                 |
| Cosmos 1219  | Zenit-6    | 1980-088A | 31 ottobre   | Soyuz-U 11A511U  | satellite da ricognizione                                                 |
| Cosmos 1220  | US-P       | 1980-089A | 4 novembre   | Tsyklon-2 11K69  | satellite da ricognizione radar                                           |
| Cosmos 1221  | Zenit-6    | 1980-090A | 12 novembre  | Soyuz-U 11A511U  | satellite da ricognizione                                                 |
| Cosmos 1222  | Tselina-D  | 1980-093A | 21 novembre  | Vostok-2M 8A92M  | satellite militare ELINT                                                  |
| Cosmos 1223  | Oko        | 1980-095A | 27 novembre  | Molniya-M 8K78M  | Missile early warning                                                     |
| Cosmos 1224  | Zenit-6    | 1980-096A | 1 dicembre   | Soyuz-U 11A511U  | satellite da ricognizione                                                 |
| Cosmos 1225  | Parus      | 1980-097A | 5 dicembre   | Kosmos-3M 11K65M | navigazione satellitare e telecomunicazioni satellitari militare          |
| Cosmos 1226  | Cikada     | 1980-099A | 10 dicembre  | Kosmos-3M 11K65M | navigazione satellitare                                                   |
| Cosmos 1227  | Zenit-6    | 1980-101A | 16 dicembre  | Soyuz-U 11A511U  | satellite da ricognizione                                                 |
| Cosmos 1228  | Strela-1M  | 1980-102A | 23 dicembre  | Kosmos-3M 11K65M | satellite per telecomunicazioni militare                                  |
| Cosmos 1229  | Strela-1M  | 1980-102B | 23 dicembre  | Kosmos-3M 11K65M | satellite per telecomunicazioni militare                                  |
| Cosmos 1230  | Strela-1M  | 1980-102C | 23 dicembre  | Kosmos-3M 11K65M | satellite per telecomunicazioni militare                                  |
| Cosmos 1231  | Strela-1M  | 1980-102D | 23 dicembre  | Kosmos-3M 11K65M | satellite per telecomunicazioni militare                                  |
| Cosmos 1232  | Strela-1M  | 1980-102E | 23 dicembre  | Kosmos-3M 11K65M | satellite per telecomunicazioni militare                                  |
| Cosmos 1233  | Strela-1M  | 1980-102F | 23 dicembre  | Kosmos-3M 11K65M | satellite per telecomunicazioni militare                                  |
| Cosmos 1234  | Strela-1M  | 1980-102G | 23 dicembre  | Kosmos-3M 11K65M | satellite per telecomunicazioni militare                                  |
| Cosmos 1235  | Strela-1M  | 1980-102H | 23 dicembre  | Kosmos-3M 11K65M | satellite per telecomunicazioni militare                                  |
| Cosmos 1236  | Yantar-2K  | 1980-105A | 26 dicembre  | Soyuz-U 11A511U  | satellite da ricognizione                                                 |